# Wereldkampioenschap wegrace 1988
Het wereldkampioenschap wegrace seizoen 1988 was het 40e in de geschiedenis van het door de FIM georganiseerde wereldkampioenschap wegrace.

## Algemeen

### FIM
- De belangrijkste reglementswijzigingen in 1988 waren de beperking van de 125cc-klasse tot één cilinder en het nieuwe puntensysteem:

|                 | 1e | 2e | 3e | 4e | 5e | 6e | 7e | 8e | 9e | 10e | 11e | 12e | 13e | 14e | 15e |
| Oude telling:   | 15 | 12 | 10 | 8  | 6  | 5  | 4  | 3  | 2  | 1   |     |     |     |     |     |
| Nieuwe telling: | 20 | 17 | 15 | 13 | 11 | 10 | 9  | 8  | 7  | 6   | 5   | 4   | 3   | 2   | 1   |

- De Grand Prix van Portugal stond op de kalender, maar de organisatie slaagde er niet in om het Autódromo do Estoril op tijd gehomologeerd te krijgen. Uiteindelijk ging de Grand Prix toch door, maar op het Spaanse Circuito Permanente de Jerez.
- Vito Ippolito had nogal veel petten op: hij maakte deel uit van de wegracecommissie van de FIM, die voorstander was van het doorgaan van twee Zuid-Amerikaanse GP's. Als voorzitter van de Venezolaanse bond had hij dezelfde belangen en als directeur van Venemotos, de Venezolaanse Yamaha-importeur, was hij de werkgever van Carlos Lavado, die hij dan ook zwaar onder druk zette om in de Zuid-Amerikaanse GP's te starten, ook al zouden al zijn collega's de races boycotten.

### Merken/Teams
- Cagiva pakte de zaken groots aan in 1988, o.a. door Randy Mamola voor twee jaar in te lijven. Het maakte het zichzelf echter ook moeilijk door in zee te gaan met Pirelli, dat nog geen ervaring met racebanden had.
- Krauser stopte met het 80cc-fabrieksteam. Stefan Dörflinger huurde met steun van Marlboro een fabrieksracer, maar Peter Öttl kreeg er een ter beschikking. Beiden werden technisch ondersteund door oud-coureur Herbert Rittberger. Ook Károly Juhász had fabrieks-Krausers tot zijn beschikking. In de zijspanklasse steunde Krauser Bernd Scherer/Thomas Schröder en Fritz Stölzle/Hubert Stölzle. De bestaande fabriekscombinaties Steve Webster/Tony Hewitt en Alain Michel/Jean-Marc Fresc behielden Krauser-steun en werden technisch ondersteund door oud-coureur Werner Schwärzel. Rolf Biland/Kurt Waltisperg werden niet langer gesponsord door Krauser.
- Voor ELF was dit het laatste seizoen. De patenten voor de enkelzijdige voor- en achterwielophanging van de ELF 5 waren verkocht aan Honda, dat meer mogelijkheden had om ze verder te ontwikkelen. Daarmee verloor het merk van Serge Rosset zijn bestaansrecht. Als raceteam met sponsorgeld van Elf Aquitaine ging men echter wel door, maar met Honda NSR 500's.
- Paolo Pileri moest na het stoppen van MBA andere machines zoeken en dat werden de fabrieksracers van Garelli. Daardoor moest "Team Italia" (het opleidingsteam van de Federazione Motociclistica Italiana) een ander team zoeken en dat werd Aprilia. Het seizoen van Garelli mislukte volledig omdat het maar niet lukte een functionerend rijwielgedeelte te vinden.
- Honda verbood tijdens het seizoen haar Honda RS 125-klanten om de vering van Showa te vervangen door andere merken. Veel 125cc-rijders klaagden over de wegligging van de Honda's en Gastone Grassetti werd in de GP van Spanje zesde omdat hij een Marzocchi-voorvork en WP-achterdempers gebruikte. Overigens had Honda officieel geen fabriekscoureurs in de 125cc-klasse. Coureurs konden speciale kits krijgen of kopen, maar Ezio Gianola werd wel meer in de watten gelegd dan anderen.

### Coureurs
- Rolf Biland had een geweldig seizoen, dat niet eindigde in een wereldtitel. Hij reed bij alle GP's naar poleposition, won zes van de negen races en werd twee keer tweede. Hij ging naar de laatste GP met achttien punten voorsprong op Steve Webster. Een formaliteit: Biland mocht veertiende worden en zou dan nog wereldkampioen zijn. Webster kreeg tijdens de Lucky Strike Racing Day op het circuit van Zandvoort bovendien een tegenslag toen zijn bakkenist Tony Hewitt blessures aan ribben, een voet en een pols opliep. Biland's Krauser-motor was de snelste en betrouwbaarste van het hele veld, maar in de GP van Tsjecho-Slowakije ging zijn versnellingsbak stuk. Webster won en werd met twee punten voorsprong wereldkampioen. Biland was daarmee ook het slachtoffer van de nieuwe puntentelling: met de oude telling zou hij alsnog wereldkampioen zijn geweest.
- Manfred Herweh hoopte op steun van Honda-Duitsland, maar toen dat steun ging verlenen aan Jochen Schmid en Helmut Bradl, die in het Europees kampioenschap goed gepresteerd hadden, koos hij voor een Yamaha TZ 250-productieracer. Tegen het einde van het seizoen brak geldgebrek hem op: na een valpartij met schade moest hij races overslaan omdat hij geen geld had om zijn machine te herstellen.
- John Kocinski maakte veel indruk tijdens de eerste twee GP's, maar moest daarna zijn Yamaha YZR 250 weer inleveren. Hij reed de rest van het jaar in de VS met een Yamaha TZ 250, maar experimenteerde wel met een carbonfiber-frame dat door McLaren ontwikkeld was.
- Eddie Lawson werd met zijn Agostini-Yamaha wereldkampioen 500 cc, maar in oktober werd bekend dat hij zijn carrière niet bij Yamaha zou voortzetten. Hij had geen problemen met Agostini, maar met teammanager Kel Carruthers en diens vrouw Jan. Zij hadden inmiddels goede banden aangeknoopt met Kevin Schwantz en diens ouders en er bij Agostini op aangedrongen om Schwantz in het team op te nemen. Lawson bleek contact te hebben met Serge Rosset, die in het seizoen 1989 over fabrieks-Honda's zou beschikken. Honda was op zoek naar een vervanger voor Shunji Yatsushiro. Eind oktober werd echter al bekend dat Lawson was gecontracteerd door Rothmans-HRC.
- Rob McElnea keerde na zijn mislukte seizoen bij Agostini-Marlboro-Yamaha terug naar Suzuki.
- Freddie Spencer kreeg na een aantal mislukte seizoenen toch weer een contract van HRC, zelfs met ondersteuning van Rothmans, maar maakte in februari bekend te zullen stoppen. Als oorzaak werd opnieuw een peesschedeontsteking (waar hij al eerder last van had gehad) gegeven. Toch was zijn carrière nog niet beëindigd. In het seizoen 1989 keerde hij terug, maar nu met een Yamaha.
- Tadahiko Taira had in het seizoen 1987 nog voor Agostini-Marlboro-Yamaha gereden, maar besloot in dit seizoen alleen in de fabriekskleuren van Yamaha te starten. Daardoor kon hij minder races rijden, want hij wilde meer tijd met zijn gezin doorbrengen.
- Martin Wimmer moest noodgedwongen aantreden met een Yamaha TZ 250, met steun van Hein Gericke. Hij kreeg wel technische ondersteuning van Helmut Fath.

#### Gestopt
- In februari werd bekend dat de Australiër Richard Scott had besloten te stoppen met racen.
- In augustus maakte Toni Mang bekend dat hij zijn carrière onmiddellijk zou beëindigen. Hij was herstellende van een gecompliceerde sleutelbeenbreuk en voorzag dat hij in dit seizoen niet meer zou kunnen rijden. Zijn beide Honda NSR 250's stelde hij vanaf de GP van Tsjecho-Slowakije ter beschikking aan Helmut Bradl en Jochen Schmid.
- Károly Juhász stuurde meteen na de GP van Tsjecho-Slowakije zijn Krausers terug naar de fabriek omdat hij zijn carrière beëindigde.
- Donnie McLeod beëindigde na dit seizoen zijn carrière.

#### Overleden
- Kenny Irons verongelukte op 25 juni tijdens een race op Cadwell Park.

### Races
Japan, Suzuka
Voor zover er in het seizoen 1987 al kritiek was geweest op de Japanse organisatie (lees: Honda), had men hard gewerkt om de problemen op te lossen. De "S-Curves" hadden ruimere uitloopzones, de "Degner Curve" werd helemaal veranderd. Tijdens de trainingsdagen regende het bijna voortdurend, maar op de racedag was het droog. Dat betekende dat de rijders in een warmup van ongeveer drie kwartier de juiste afstelling moesten zien te vinden. Bijna alle fabrieks-Yamaha's, zowel in de 250- als in de 500cc-klasse kenden problemen met de ontsteking en voor Yamaha werd de Japanse Grand Prix dan ook een debacle.
Verenigde Staten, Laguna Seca
De meeste "vaste" coureurs waren niet te spreken over het circuit van Laguna Seca, vooral niet over de vele vangrails langs de baan. De organiserende Sports Car Racing Association of the Monterey Peninsula deed er alles aan om klachten op te lossen en de Amerikaanse coureurs waren vanzelfsprekend tevreden. Zij konden gebruikmaken van hun baankennis. De Yamaha-rijders hadden al snel door dat ze in het voordeel waren ten opzichte van de Honda's. Het piekerige vermogen van de Honda NSR 500 maakte het rijden op de hobbelige baan lastig. De beter sturende en soepelere Yamaha's konden beter uit de voeten. Bovendien wisten Wayne Rainey en Eddie Lawson al dat hun banden het beter zouden volhouden in de hitte van ruim dertig graden. De Amerikaanse racefans konden voor het eerst hun rijders op eigen grond aan het werk zien. De laatste Amerikaanse Grand Prix was in het seizoen 1965 in Daytona gewonnen door Ernst Degner (50 cc), Hugh Anderson (125 cc), Phil Read (250 cc) en Mike Hailwood (500 cc). De hele WK-carrières van Kenny Roberts, Pat Hennen, Steve Baker en Freddie Spencer hadden de Amerikanen op TV moeten volgen. 
Spanje, Jarama
In Spanje boekte Kevin Magee zijn eerste WK-overwinning. Jorge Martínez slaagde niet in zijn plan om twee klassen te winnen. In de 125cc-klasse debuteerden de eencilinders omdat deze klasse net als de 80cc-klasse voor het eerst in 1988 aan de start kwam. Door de invoering van de eencilinders verdween de populaire MBA van het toneel en moesten de meeste privérijders een nieuwe racer kopen, in bijna alle gevallen een Honda RS 125. 
Portugal, Jerez
De Grand Prix verliep tamelijk rampzalig voor Honda, dat nog steeds wegliggingsproblemen kende en zowel in de 250- als de 500cc-klasse werd verslagen door Yamaha. Voor het Ducados-team van Ángel Nieto was de Grand Prix een groot succes met de overwinning van Juan Garriga in de 250cc-race en de eerste drie plaatsen van Jorge Martínez, Manuel Herreros en Àlex Crivillé in de 80cc-klasse. Rolf Biland vervulde een oude wens: hij trainde met zijn zijspancombinatie sneller dan de 500cc-solomotoren. De zijspanrace werd door de beginnende regen onderbroken en in twee manches verreden. Bij aanvang van de Grand Prix bleek dat de organisatie programmaboekjes en posters had laten maken met de tekst "Gran Premio Campsa Campeonato del Mundo de Motociclismo de Velocidad Expo 92". Volgens velen is dat ook de officiële aanduiding van de Grand Prix, maar niet volgens de Fédération Internationale de Motocyclisme. Wat was er gebeurd? De Portugese GP van 1987 was verreden op het Circuito Permanente del Jarama omdat het Autódromo do Estoril nog niet geschikt (gehomologeerd) was. Het was de bedoeling de GP van 1988 wel in Estoril te laten plaatsvinden, maar het circuit moest op 1 januari 1988 gereed zijn zodat het in februari gekeurd kon worden. In februari waren de werkzaamheden echter nog in het beginstadium en de wegracecommissie van de FIM (CCR) nam geen genoegen met een later moment van keuren. Men besloot de GP af te gelasten. De Spaanse motorsportbond bood daarop aan de GP in Jerez te laten plaatsvinden. Daar moest de FIM-directie op maandag 29 februari over beslissen, maar door het langdurig vergaderen over televisierechten en de Dakar-rally werd dit verschoven naar de ochtend van 1 maart. Toen werd definitief besloten dat de GP van Portugal op 1 mei 1988 zou plaatsvinden op het circuit van Jerez. Dat de GP uiteindelijk door de organisatie omgedoopt werd tot "GP van de Expo 92" om reclame te maken voor de Expo '92 die vier jaar later in Sevilla zou plaatsvinden doet daar niets aan af. GP's werden bijna altijd naar een sponsor vernoemd, zoals de Gran Premio Marlboro de España, maar men kon niet met een pennenstreek Portugal zijn WK-races afnemen, nadat de FIM die goedgekeurd had. De internationale pers reisde af naar de Grand Prix van Portugal en vernam pas op de ochtend van de racedag dat men op de GP van de Expo 92 was aangekomen. 
Nations GP, Imola
De GP des Nations werd de Grand Prix van Jorge Martínez, die niet alleen twee races won, maar ook in twee klassen poleposition en de snelste ronde realiseerde. De 125cc-klasse moest al op zaterdag 21 mei rijden, de overige klassen reden op zondag 22 mei. De trainingen werden bijna allemaal op een nat circuit afgerond, pas op zaterdag werd er op een droge baan gereden. In geen enkele race was de strijd om de eerste plaats echt spannend, door de overmacht van Eddie Lawson, Dominique Sarron en Jorge Martínez.
Duitsland, Nürburgring
De Duitse Grand Prix begon met een controverse tussen zijspan- en solorijders omdat op het laatste moment besloten was om de zijspanrace al op zaterdag te laten verrijden. Daarna werd het hele tijdschema enkele malen omgegooid omdat er door de dichte mist niet getraind kon worden. Vervolgens bleek er van de tijdwaarneming niet veel te kloppen, waardoor bijvoorbeeld Thierry Rapicault met een Fior-Rotax de snelste tijd in de 250cc-klasse zou hebben gereden. Rapicault was echter niet zo snel: gedurende het hele seizoen scoorde hij geen enkel punt. Dat gold ook voor Rene Zanatta, die de derde trainingstijd zou hebben gereden.
Oostenrijk, Salzburgring
Er was nogal wat kritiek geweest op de organisatie van de Grand Prix van Oostenrijk, die de 80cc-klasse steeds op zaterdag plande, waardoor de Grand Prix twee dagen bestreek, maar de 80cc-rijders het vrijwel zonder publiek moesten doen. Nu had men slechts één dag nodig, door de 80cc-klasse van het programma te schrappen. Jacques Cornu scoorde na elf jaar in het wereldkampioenschap zijn eerste overwinning. Carlos Cardús was terug na een blessure en dat betekende dat Alberto Puig zijn motor weer moest inleveren. Opmerkelijker was de terugkeer van Loris Reggiani, die een zware heupblessure had en bepaald niet fit was. Hij moest op zijn Aprilia getild worden. 
Dutch TT, Assen
De TT van Assen werd verreden in het kader van de "Speedweek Assen", die al begon op 20 juni met de trainingen voor het Europees kampioenschap wegrace. De EK-races vonden plaats op 21 juni, de Formule 1-klasse reed op 23 juni. De WK-races werden verreden op zaterdag 25 juni (80-, 125-, 250- en 500 cc en de zijspanklasse). Voor het eerst sinds jaren werden de races in Assen allemaal onder droge omstandigheden afgewerkt. Wayne Gardner scoorde zijn eerste zege van het seizoen en Jorge Martínez scoorde zijn tweede dubbeloverwinning (80- en 125 cc). In de 80cc-klasse was het na deze race al zeker dat de wereldtitel naar een Derbi-rijder zou gaan. Rolf Biland vierde zijn vijftigste WK-overwinning. Sommige 500cc-rijders klaagden over het grote aantal inschrijvingen. Meestal was het moeilijk het 500cc-startveld volledig te vullen, maar in Assen bleven veel coureurs uit het Europees kampioenschap om aan de WK-races deel te nemen. Dat gold ook voor de andere klassen, maar die waren wel gewend aan veel deelnemers. 
België, Spa-Francorchamps
Ondanks de boycot van de Belgische Grand Prix in het seizoen 1987 had de organisatie haar zaken opnieuw niet op orde. Hoewel er slechts vier klassen reden (125-, 250-, 500 cc en zijspannen) had men de starttijden zo laat gepland dat de zijspanklasse pas om 17.10 uur gepland stond, terwijl de FIM had aanbevolen het programma om 17.00 uur te beëindigen. Zo gunde de organisatie zich geen seconde voor tegenslag, die er met de wisselende weersomstandigheden in de Ardennen zeker zou komen. Het programma liep door problemen tijdens de 250cc-race en de 125cc-race zodanig uit, dat de laatste zijspancombinatie pas om 19.30 uur over de finish kwam. Bovendien vond met het circuit nog steeds gevaarlijk. De gebrekkige uitloop bij Blanchimont, waar de vangrail te dicht op de baan stond, was met twee meter verbreed. Dat maakte bij snelheden van meer dan 240 km/uur weinig verschil en het veroorzaakte mede het ernstige ongeval van Martin Wimmer en Loris Reggiani. Een rijdersstaking dreigde opnieuw, maar een aantal coureurs stak de hand in eigen boezem. Men had immers al twee dagen getraind en niet geklaagd. Bovendien wilden de 125cc-coureurs niet al te veel opschudding veroorzaken. De FIM probeerde de organisaties van de GP van Japan en de GP van de Verenigde Staten zover te krijgen dat ze in de toekomst meer dan twee klassen zouden contracteren en in plaats van de 125cc-klasse zou dat ook de zijspanklasse kunnen worden. De 125cc-rijders wilden zichzelf niet uit de markt prijzen door een boycot. Toch werd het ook tijdens de races gevaarlijk door op het circuit rijdende ambulances, in de 250cc-race na de val van Iván Palazzese en in de 500cc-race na de val van Kevin Schwantz. 
Joegoslavië, Rijeka
De organisatie in Rijeka was op zijn minst warrig. Sponsor Rothmans liet zelf maar telefoonlijnen aanleggen voor de internationale pers, men verkocht tegen de regels in kaarten voor het rennerskwartier, de medische verzorging was niet gegarandeerd en het programma was slecht opgesteld. Onder meer door een pauze van twee uur tussen de 125- en de 500cc-klasse eindigde de laatste race pas na 18.00 uur, en dat ondanks het ontbreken van de zijspanklasse. 
Frankrijk, Le Castellet
Net zoals in de Franse GP van 1987 reden de broers Christian en Dominique Sarron in hun thuisrace de snelste trainingstijd, maar - ook net als in 1987 - konden ze die niet omzetten in een overwinning. Alle coureurs, inclusief de Fransen, klaagden over het hobbelige circuit, waarbij de oude delen zodanig afgesleten waren dat ze ook nog glad waren geworden. Gelukkig werden de races onder zonnige omstandigheden verreden en het publiek kreeg races te zien die tot aan de finish spannend waren. Wayne Gardner had een slechte dag: nadat hij drie races gewonnen had en weer hoop had gekregen op de wereldtitel, viel zijn motor halverwege de laatste ronde stil en waren zijn kansen weer geminimaliseerd. Corrado Catalano scoorde de eerste podiumplaats voor de 125cc-Aprilia. Taru Rinne werd de eerste vrouw die punten scoorde in een soloklasse. In de zijspanklasse had Inge Stoll dat al in het seizoen 1952 gedaan, als bakkeniste van Jacques Drion. 
Groot-Brittannië, Donington Park
Al bij de Britse GP van 1987 had Donington Park een goede indruk gemaakt op de coureurs, de teams en de internationale pers. In de winter had circuiteigenaar Tom Wheatcroft nog eens 250.000 pond geïnvesteerd, onder meer in een heel nieuwe asfaltlaag. Dit asfalt bood zo veel grip, dat sommige coureurs klaagden dat ze hun normale rijstijl met spinnend achterwiel niet konden toepassen. Er waren nu ook meer toeschouwers, ongeveer 70.000, dat had te maken met het zomerse weer met temperaturen van 30° Celsius. Desondanks was het grapje "a rainey day" gauw gemaakt na de 500cc-winst van Wayne Rainey. De dag sloot voor het Britse publiek ook leuk af met de overwinning van Steve Webster en Tony Hewitt in de zijspanklasse. 
Zweden, Anderstorp
Ondanks de jarenlange dreiging van de FIM om de Zweedse Grand Prix van de kalender te schrappen, ging de accommodatie in Anderstorp steeds verder achteruit. Het circuit was hobbelig en vuil en er bleven grote plassen water op staan. Bovendien was ook het zwembad nu onbruikbaar geworden. Omdat het tijdens de trainingen bijna voortdurend nat was, waren er veel valpartijen. Wayne Gardner liep daarbij een handblessure op, Jacques Cornu brak een sleutelbeen en Javier Cardelús brak een botje in zijn voet. Een gevolg van de regen was ook dat de snelste tijden in de eerste trainingen verreden werden. Wie daar niet in slaagde was veroordeeld om een tijd op de natte baan te zetten. De slachtoffers daarvan waren Wayne Gardner en Egbert Streuer. 
Tsjecho-Slowakije, Brno
Op vrijdagavond vielen berichten uit Zuid-Amerika als een schaduw over de trainingen, met name voor de rijders uit de 250- en de 500cc-klasse. De organisatie van de Argentijnse Grand Prix had gemeld dat het nieuwe asfalt niet geschikt was, waardoor er niet gereden kon worden. Ze had zelfs het lef te vragen om op het oude, niet-gehomologeerde circuit te rijden, maar dat circuit had in het seizoen 1987 al bijna tot een rijdersstaking geleid. De FIM, de IRTA en coureurs wijdden er nog een vergadering aan, maar rijden op het oude circuit sloten ze allemaal uit. Er was echter een tweede probleem: de reiskosten zouden verdeeld worden tussen de Argentijnen en de GP van Brazilië, een bedrag van ca. 750.000 dollar. Als de Brazilianen niet bereid waren deze kosten alleen te dragen kwam ook die Grand Prix op losse schroeven te staan. Dan zou de wereldtitel in de 500cc-klasse al beslist zijn, want Eddie Lawson had 23 punten voorsprong op Wayne Gardner, die in Brno slechts 20 punten zou kunnen scoren. Uiteindelijk stelden de IRTA, Rothmans, Marlboro en andere sponsors zich garant voor (een bijdrage in) de reiskosten. Gardner behield daardoor een kleine kans op de wereldtitel en in de 250cc-klasse werd de spanning ook weer wat groter, want daar zaten slechts 9 punten tussen Sito Pons en Juan Garriga. 
Brazilië, Goiâna
De organisatie van de Braziliaanse Grand Prix leed onder het wegvallen van de Grand Prix van Argentinië, want ze zouden samen garant staan voor een groot deel van de reiskostenvergoeding van de teams en rijders. Ondanks het feit dat de IRTA en een aantal sponsors extra geld inlegden, bleef men zitten met een tekort van ca. 250.000 dollar, 40% meer dan begroot. Dat kon door het publiek niet worden opgebracht. De Brazilianen waren niet zo kapitaalkrachtig en daar droeg de inflatie van 1% per dag ook aan bij. Daarom had men de entreekosten beperkt tot (omgerekend) ongeveer 14 Euro, maar het circuit lag ver van de grote steden São Paulo en Rio de Janeiro en er waren dan ook niet meer dan 10.000 toeschouwers. Coureurs en teams stonden welwillend tegenover de organisatie, die niet alles goed deed, maar tenminste probeerde een goede Grand Prix over de bühne te brengen. Dat was een groot verschil met de GP van Venezuela en de GP van Argentinië, waar men te maken kreeg met corrupte douanebeambten, overboekte hotels, diefstallen en slechte circuits. Men nam dan ook genoegen met de gebrekkige tijdwaarneming en het vele publiek dat tot het middenterrein en het rennerskwartier kon doordringen.

## Puntentelling
Vanaf 1977 telden alle resultaten mee.
|         | 1e | 2e | 3e | 4e | 5e | 6e | 7e | 8e | 9e | 10e | 11e | 12e | 13e | 14e | 15e |
| Punten: | 20 | 17 | 15 | 13 | 11 | 10 | 9  | 8  | 7  | 6   | 5   | 4   | 3   | 2   | 1   |

## 500cc-klasse
Japan, Suzuka
Na de start gingen Kevin Schwantz en Wayne Gardner er meteen samen vandoor. Schwantz sloeg zelfs een gat met Gardner, maar Eddie Lawson had door zijn slechte start net als Tadahiko Taira al veel terrein verloren. De race ging dan ook tussen Schwantz en Gardner, die uiteindelijk weer wist aan te sluiten. In de laatste ronde reden ze kort achter elkaar, maar Wayne Gardner maakte een vreemde escapade in de 200R (bocht 12), toen zijn achterwiel even dwars stond. Hij wist het op te vangen door de ambulanceweg als vluchtroute te gebruiken en ter hoogte van de helikopterlandingsplaats (Spoon Corner, bocht 13) door het gras het circuit weer op te rijden. Hij werd toch nog tweede achter Schwantz, maar het kostte hem acht seconden. Eddie Lawson werd weliswaar derde na een gevecht met Niall Mackenzie, maar finishte bijna 13 seconden na Kevin Schwantz. 
Verenigde Staten, Laguna Seca
Na de start nam Niall Mackenzie de leiding, gevolgd door Wayne Gardner, die grote moeite had om het vermogen van zijn Honda NSR 500 aan de straat te brengen. Vooral bij het uitkomen van bocht 9 leek zijn machine wel een bokkend paard. Achter de leiders reden drie Amerikanen: Wayne Rainey, Eddie Lawson en Kevin Schwantz. Lawson werd duidelijk opgehouden door Rainey, die hij in de negende ronde passeerde. Terwijl Rainey en Schwantz in gevecht raakten reed Lawson het gat met Gardner en Mackenzie dicht. Nadat Lawson beiden gepasseerd was begon Gardner de druk te voelen van Wayne Rainey, die steeds dichterbij kwam. Toch wist hij in te lopen op Mackenzie, die hij ook passeerde. Gardner werd zo toch nog tweede. Slechts elf coureurs bereikten de finish, waardoor Alessandro Valesi vijf punten kon scoren. 
Spanje, Jarama
Bij de start was Eddie Lawson de snelste. Hij wist zelfs enkele seconden voorsprong te nemen op Pierfrancesco Chili, Christian Sarron, Wayne Gardner en Kevin Magee. Kevin Schwantz werd vanaf het begin door iedereen voorbijgereden en staakte de strijd na elf ronden door een losse bougiekap. Na tien ronden nam Magee de derde plaats over van Wayne Gardner en even later kreeg hij ook Sarron te pakken. Na achttien ronden moest ook Eddie Lawson het hoofd buigen voor Magee, die echter niet van hem weg kon lopen en met slechts een halve seconde voorsprong won. Gardner had ondanks extra luchthappers op de remklauwen toch remproblemen. Lawson had geen enkel probleem. Hij verklaarde zelf dat zijn machine uitstekend liep en perfect stuurde, maar dat Magee gewoon de betere rijder was. 
Portugal, Jerez
Wayne Rainey nam meteen de leiding in de race, gevolgd door Kevin Schwantz, Christian Sarron, Eddie Lawson en Kevin Magee. Wayne Gardner reed daar samen met Didier de Radiguès en Niall Mackenzie al een heel eind achter. Rainey bouwde zijn voorsprong uit terwijl Lawson in gevecht was met Sarron en Schwantz met carburatieproblemen uitviel. Magee daarentegen kon de aanval op zijn stalgenoot inzetten, maar moest door zijn slijtende Dunlop-banden inhouden. Dat probleem had Rainey ook, en daar profiteerde Lawson met zijn Michelins van. In de eenentwintigste ronde passeerde hij Magee, die ook nog aangevallen werd door Sarron. Twee ronden voor de finish nam Lawson de leiding van Rainey over. Magee wist Sarron net voor te blijven. Gardner had de hele race grote risico's moeten nemen om De Radiguès voor te blijven. 
Nations GP, Imola
Vanaf de tweede startrij was Eddie Lawson toch als snelste weg en na enkele ronden had hij al een kleine voorsprong op Wayne Gardner, Didier de Radiguès, Kevin Schwantz en Wayne Rainey. Gardner probeerde een tijdje te volgen, maar zijn machine was nog te instabiel en hij moest genoegen nemen met de tweede plaats. Veel spanning was er niet in de race, pas vanaf de zevende plaats was er strijd tussen Randy Mamola, Shunji Yatsushiro, Raymond Roche en Tadahiko Taira. Deze laatste twee maakten een lelijke valpartij mee, maar pas na de finish. Roche brak daarbij een enkel en Taira een hand.
Duitsland, Nürburgring
Nu de baan bij de start van de 500cc-race nat was, wist Wayne Gardner al dat hij er niet aan te pas zou komen, temeer omdat hij een verkeerde band had gekozen. Na de start leidde Christian Sarron heel even, maar hij werd achterhaald door Kevin Schwantz, die aanvankelijk was angstige momenten meemaakte, maar de race met een grote voorsprong won. Wayne Rainey passeerde Sarron in de achtste ronde en kon Schwantz nog even bedreigen, maar toen hij even door het gras moest nam hij genoegen met de tweede plaats. Eddie Lawson kon ook geen vuist maken, maar hij werd door zijn pitcrew op de hoogte gehouden van de vorderingen van Gardner, die hij slechts achter zich hoefde te houden om uit te lopen in het wereldkampioenschap. Dat lukte gemakkelijk, want Gardner werd met de onwillige Honda slechts achtste. De beste Honda-rijder was Pierfrancesco Chili op de zesde plaats. 
Oostenrijk, Salzburgring
Voor snelste trainer Christian Sarron was de race al in de eerste ronde voorbij omdat hij ten val kwam. Er vormde zich meteen een kleine kopgroep met snelste starter Wayne Gardner, Eddie Lawson, Didier de Radiguès en Wayne Rainey. Al snel scheidden Gardner en Lawson zich af, hoewel De Radiguès nog even dichtbij wist te komen maar scheen te begrijpen dat hij zijn kopman Lawson niet in de wielen moest rijden. Het duel tussen Gardner en Lawson was spannend: Gardner het snelst op de rechte stukken en Lawson het best in de bochten, waarbij tegen het einde de achterblijvers ook nog wat spanning toevoegden. In de vijftiende ronde viel Gardner echter ook, waarschijnlijk door een vastloper. 
Dutch TT, Assen
Eddie Lawson nam meteen de leiding in de race, terwijl Wayne Gardner een tijdje vastzat achter Didier de Radiguès en de sterk gestarte Pierfrancesco Chili. Toen hij Chili eenmaal voorbij was kon Gardner de achtervolging inzetten op De Radiguès, die hij al snel passeerde. Lawson had toen ongeveer twee seconden voorsprong op Gardner, een afstand die hij lang wist te handhaven. Vanaf de elfde (van twintig) ronde begon Gardner duidelijk in te lopen omdat Lawson te zachte banden had gekozen. In de twaalfde ronde nam Gardner de leiding definitief over en hij eindigde ruim elf seconden voor Lawson. Intussen was De Radiguès gevallen, waarvan Christian Sarron het meest profiteerde. De Radiguès kon wel verder rijden en werd twaalfde.
België, Spa-Francorchamps
Christian Sarron wilde niet van poleposition starten, omdat hij het gedrang bij het ingaan van Eau Rouge vreesde en omdat hij veel momentum wilde behouden richting Les Combes. Hij koos voor een positie in het midden van de eerste startrij. Poleposition kwam terecht bij Wayne Rainey, met naast hem Eddie Lawson, Christian Sarron, Kevin Schwantz en ten slotte aan de rechterkant Wayne Gardner. Gardner had de beste start, terwijl Sarron heel slecht weg was. Desondanks reed Sarron in de tweede ronde naar Gardner toe en samen liepen ze ver weg van Lawson, die weer een grote voorsprong opbouwde op Didier de Radiguès, Wayne Rainey, Kevin Schwantz en Randy Mamola. Schwantz had achter een intermediate gestoken waardoor hij in de eerste (natte) helft van de race tijd verloor. Mamola passeerde de ene concurrent na de andere en kwam in de tiende ronde op de vierde plaats, ver achter Lawson. In die ronde, toen er al een droog spoor was ontstaan, raakte Sarron de witte kantlijn waardoor zijn voorwiel wegschoof. De opdrogende baan gaf Schwantz de kans weer aan te sluiten bij de achtervolgende groep en zich zelfs naar voren te vechten. Hij naderde Mamola tot vier seconden, maar kwam toen ook ten val. Zo waren de top drie eigenlijk niet bedreigd. Voor de populaire Mamola werd bij het podium het hardst geapplaudisseerd en hij had ook wat te vieren want hij had de eerste podiumplaats voor Cagiva gescoord. 
Joegoslavië, Rijeka
Wayne Rainey had een bliksemstart, maar hij werd toch vrij snel achterhaald door Wayne Gardner en Christian Sarron. De kopgroep van vijf man (inclusief Kevin Magee en Randy Mamola) viel uiteen in drie stukken: bijna de hele race zat Christian Sarron binnen enkele meters van Wayne Gardner, zonder een enkele aanval te doen. Teamgenoten Rainey en Magee volgden op enkele seconden achterstand en daarachter zat Mamola, die lang een eenzame race reed. Vooraan gebeurde eigenlijk niets, behalve dat Sarron tegen het einde afhaakte en Gardner vrij eenvoudig de overwinning schonk. Mamola wist echter in te lopen op het Lucky Strike-Yamaha-duo en hij ging de strijd aan met Magee. Dit was eigenlijk het enige echte gevecht in de race, want Magee vocht wel degelijk terug, maar hij moest uiteindelijk de vierde plaats laten aan Mamola, of misschien ook wel aan Pirelli, want dit was ook een strijd tussen bandenfabrikanten. Lucky Strike-Yamaha was het enige team dat Dunlop gebruikte, Cagiva (Mamola) gebruikte Pirelli en de rest stond op Michelins. Eddie Lawson had veel pijn aan zijn geblesseerde schouder gehad en had maar één arm om mee te sturen. Hij werd toch nog tiende, maar zijn puntenvoorsprong op Gardner begon nu toch ernstig te slinken. Na de GP van Oostenrijk bedroeg die nog 40 punten, maar nu slonk ze tot 20 punten. Patrick Igoa bleef de hele race achter Lawson, hoewel hij later toegaf dat hij hem gemakkelijk had kunnen inhalen. Hij schaamde zich echter omdat hij de oorzaak van Lawson's blessure was.
Frankrijk, Le Castellet
Bijna de hele tweede startrij maakte een valse start en dat bracht Niall Mackenzie en Kevin Schwantz aan de leiding. Wayne Gardner en Christian Sarron stelden al snel orde op zaken. In de viermans-kopgroep vochten zij om de leiding gevolgd door Schwantz, Wayne Rainey en Eddie Lawson. Rainey moest enkele meters toegeven, maar de andere vier leverden een echt gevecht waarbij de posities meerdere malen per ronde wisselden. Toen de achterblijvers ingehaald werden kreeg Gardner een kleine voorsprong, ook omdat Lawson even in aanraking kwam met Manfred Fischer, die Gardner voorbij liet maar toen instuurde. Sarron kreeg de kans om Lawson aan te vallen en dat kostte tijd, waardoor ook Schwantz weer aansloot. Toen Gardner in de voorlaatste ronde nog een perfecte slipstream van een achterblijver kreeg leek de race gereden, vooral toen diezelfde achterblijver in het bochtige deel voor Lawson bleef hangen. Bij Bendor passeerde het trio Lawson, Sarron en Schwantz plotseling de traag rijdende Gardner. Bij zijn Honda NSR 500 was een gat in het carter geslagen door een afgebroken bout van de krukas. Schwantz was na de finish de enige die echt feest vierde met wheelie's en zijn armen in de lucht. Dat was ook wel logisch: winnaar Lawson kon door zijn schouderblessure slechts zwaaien, tweede man Sarron had zijn thuisrace niet gewonnen en vierde man Garnder sloeg uit frustratie enkele deuken in zijn tank. 
Groot-Brittannië, Donington Park
Wayne Rainey nam meteen na de start een voorsprong en was zeer tevreden over zijn Dunlop-banden, die op het stroeve asfalt van Donington Park tot het einde functioneerden. Vreemd genoeg zij hij niets over zijn nieuwe carbon-remschijven, die tot nu toe alleen in trainingen getest waren. Aanvankelijk bestond de achtervolgende groep uit Pierfrancesco Chili, Wayne Gardner, Christian Sarron, Niall Mackenzie, Roger Burnett, Didier de Radiguès, Eddie Lawson en Randy Mamola. Al in de eerste ronde kwam Kevin Schwantz ten val toen hij zich (met nieuwe, experimentele remblokjes) verremde en Ron Haslam in zijn val meenam. Later verremde Gardner zich op dezelfde plaats, waar hij een kromme remschijf aan overhield. Dat belette hem de aanval op Rainey in te zetten. Een tijdje werd Gardner ook nog bedreigd door Sarron, die afhaakte nadat hij door een aantal achterblijvers werd gehinderd. Lawson werd slechts zesde, dankzij een slecht lopende motor en snel slijtende banden. Daardoor bedroeg zijn voorsprong op Gardner in het wereldkampioenschap nu nog maar twintig punten. 
Zweden, Anderstorp
Omdat hij de goede afstelling én de goede banden voor een droge race had gevonden, was Eddie Lawson klaar voor de race, in tegenstelling tot Wayne Gardner, die in de enige droge training gevallen was en wel goede regenafstellingen had, maar op het droge circuit met een op de gok afgestelde Honda moest aantreden. Wayne Rainey leidde de race twee ronden lang, maar viel daarna terug in de achtervolgende groep, terwijl Lawson de leiding nam en ogenschijnlijk zonder problemen naar de overwinning reed. Gardner bezette de tweede plaats en werd ook niet bedreigd. Al met al was het een saaie race, met grote tussenafstanden en weining gevechten. Christian Sarron werd derde. Invaller Roger Burnett deed het goed met de achtste plaats en de geblesseerde Raymond Roche scoorde eindelijk weer eens punten, hoewel zowel Cagiva als Suzuki geen hoge ogen gooiden.
Tsjecho-Slowakije, Brno
Vanaf de derde startij schoot Tadahiko Taira dankzij een enorm valse start naar voren. Hij was al op volle snelheid toen hij de eerste startrij voorbij schoot, maar Wayne Gardner stelde snel orde op zaken. Hij reed de hele race alleen aan de leiding. Eddie Lawson zat in een grote achtervolgende groep met Taira, Christian Sarron, Didier de Radiguès, Wayne Rainey, Kevin Schwantz, Pierfrancesco Chili, Randy Mamola en Kevin Magee. Van al zijn Yamaha-collega's had Lawson weinig plezier. Alleen Sarron maakte wat ruimte voor hem, maar vooral Rainey en Magee boden veel tegenstand. Zij waren weliswaar Yamaha-fabriekscoureurs, maar op de eerste plaats van het team van Kenny Roberts, terwijl Lawson voor Giacomo Agostini uitkwam. Toch wist Lawson de tweede plaats en daarmee de wereldtitel te grijpen. 
Brazilië, Goiâna
De 500cc-klasse reed feitelijk om des keizers baard. De eerste drie posities in het wereldkampioenschap stonden al vast: Eddie Lawson, Wayne Gardner en Wayne Rainey. Bij de start nam Eddie Lawson aanvankelijk de leiding, maar in de zesde ronde werd hij gepasseerd door Kevin Schwantz. Wayne Gardner had een slechte start, maar toen hij na enkele ronden aansloot en uiteindelijk in de buurt van Lawson kwam, ging die Schwantz weer voorbij en hij won de race. Ook Gardner wist Schwantz nog te passeren.

### Uitslagen 500cc-klasse

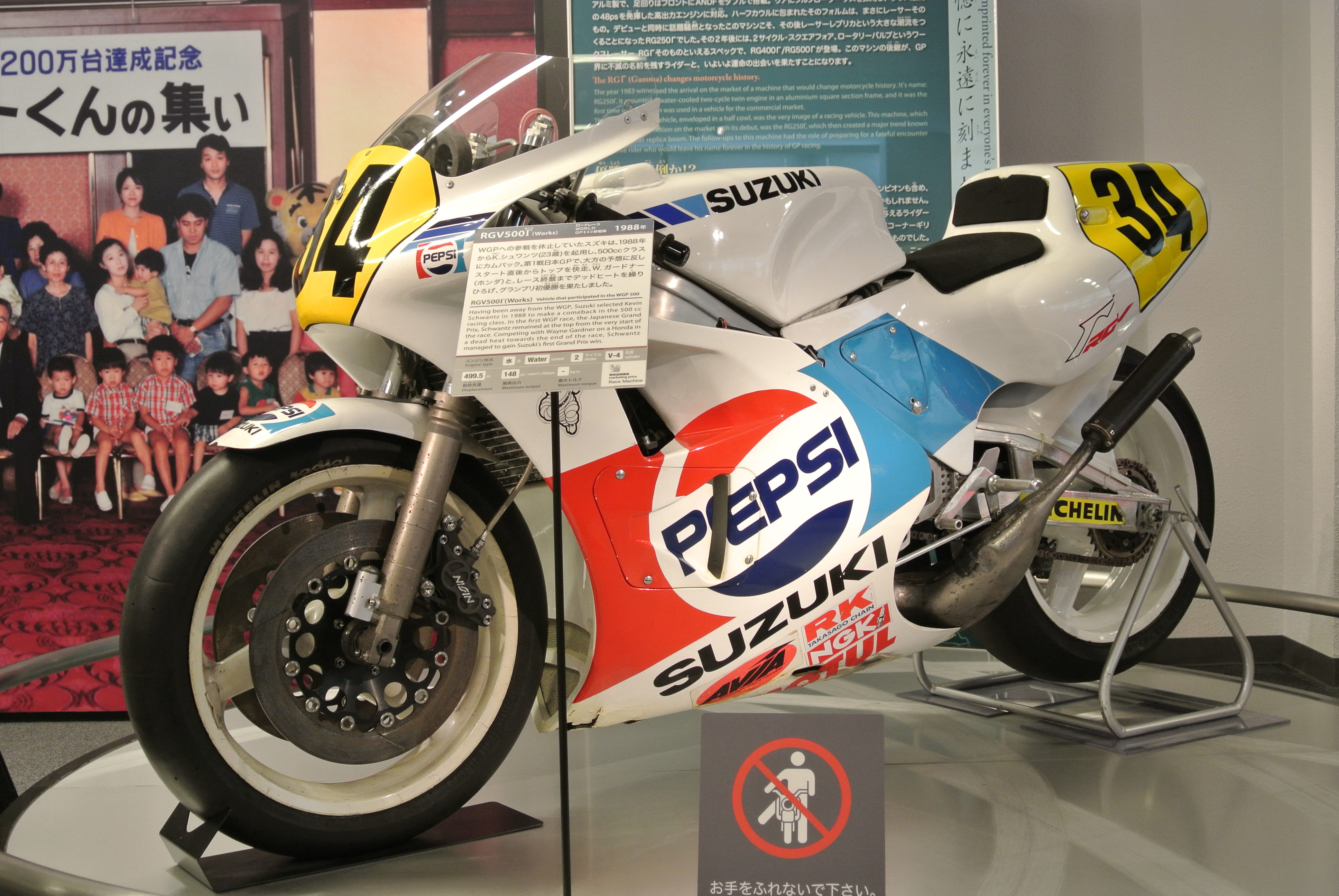
De Suzuki RGV van Kevin Schwantz

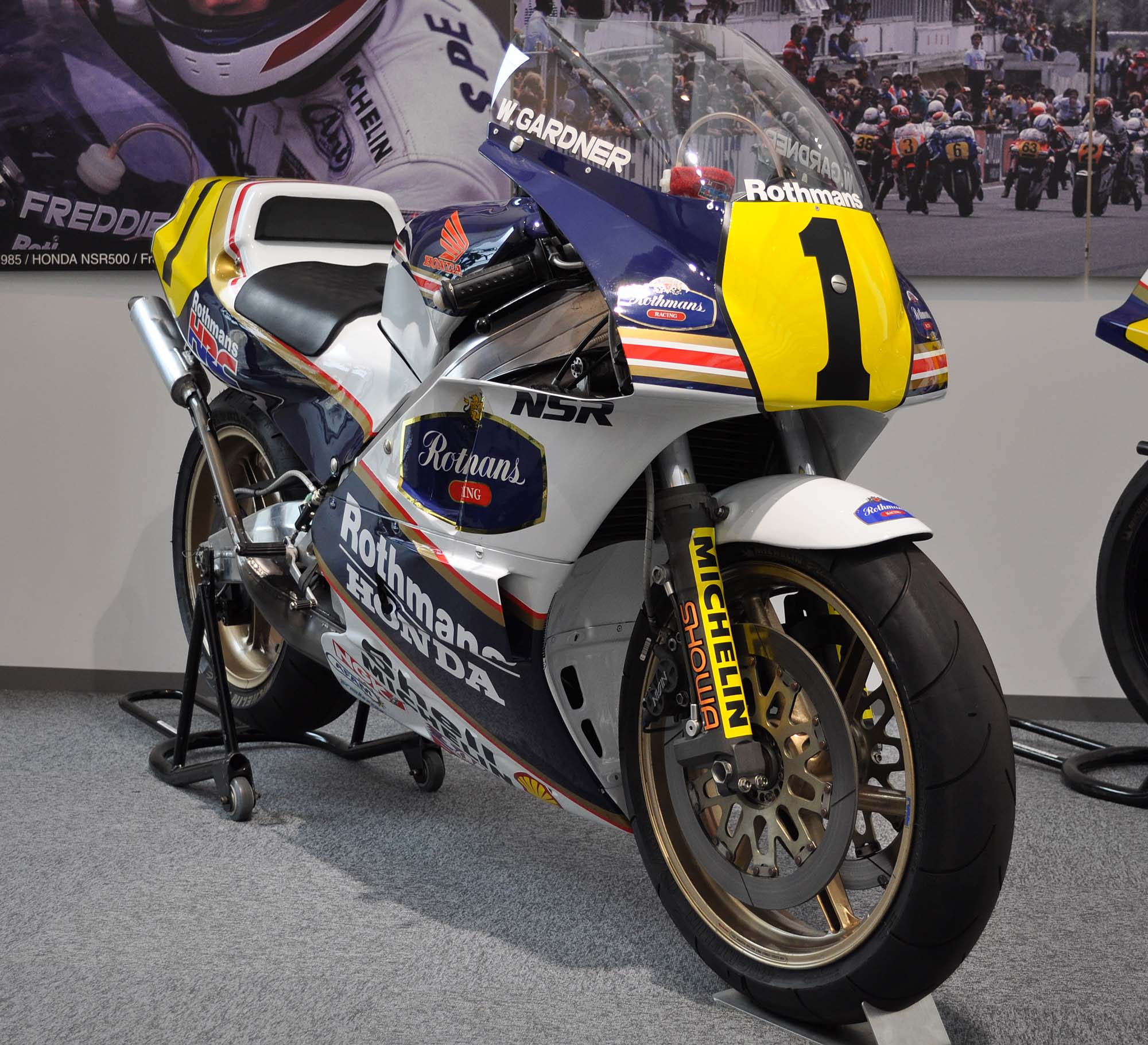
De Honda NSR 500 van Wayne Gardner

|    | Datum        | Race                       | Circuit           | 1e             | 2e                 | 3e               | Poleposition     | Snelste ronde                 |
| -- | ------------ | -------------------------- | ----------------- | -------------- | ------------------ | ---------------- | ---------------- | ----------------------------- |
| 1  | 27 maart     | GP van Japan               | Suzuka            | Kevin Schwantz | Wayne Gardner      | Eddie Lawson     | Tadahiko Taira   | Kevin Schwantz                |
| 2  | 10 april     | GP van de Verenigde Staten | Laguna Seca       | Eddie Lawson   | Wayne Gardner      | Niall Mackenzie  | Wayne Rainey     | Eddie Lawson                  |
| 3  | 24 april     | GP van Spanje              | Jarama            | Kevin Magee    | Eddie Lawson       | Wayne Gardner    | Kevin Magee      | Kevin Magee                   |
| 4  | 1 mei        | GP van Portugal            | Jerez             | Eddie Lawson   | Wayne Rainey       | Kevin Magee      | Eddie Lawson     | Eddie Lawson                  |
| 5  | 22 mei       | Nations GP                 | Imola             | Eddie Lawson   | Wayne Gardner      | Wayne Rainey     | Wayne Gardner    | Eddie Lawson en Wayne Gardner |
| 6  | 29 mei       | GP van Duitsland           | Nürburgring       | Kevin Schwantz | Wayne Rainey       | Christian Sarron | Wayne Gardner    | Kevin Schwantz                |
| 7  | 12 juni      | GP van Oostenrijk          | Salzburgring      | Eddie Lawson   | Didier de Radiguès | Wayne Rainey     | Christian Sarron | Didier de Radiguès            |
| 8  | 25 juni      | Dutch TT                   | Assen             | Wayne Gardner  | Eddie Lawson       | Christian Sarron | Christian Sarron | Wayne Gardner                 |
| 9  | 3 juli       | GP van België              | Spa-Francorchamps | Wayne Gardner  | Eddie Lawson       | Randy Mamola     | Christian Sarron | Christian Sarron              |
| 10 | 17 juli      | GP van Joegoslavië         | Rijeka            | Wayne Gardner  | Christian Sarron   | Wayne Rainey     | Christian Sarron | Christian Sarron              |
| 11 | 24 juli      | GP van Frankrijk           | Le Castellet      | Eddie Lawson   | Christian Sarron   | Kevin Schwantz   | Christian Sarron | Wayne Gardner                 |
| 12 | 7 augustus   | GP van Groot-Brittannië    | Donington         | Wayne Rainey   | Wayne Gardner      | Christian Sarron | Wayne Gardner    | Christian Sarron              |
| 13 | 14 augustus  | GP van Zweden              | Anderstorp        | Eddie Lawson   | Wayne Gardner      | Christian Sarron | Eddie Lawson     | Eddie Lawson                  |
| 14 | 28 augustus  | GP van Tsjecho-Slowakije   | Brno              | Wayne Gardner  | Eddie Lawson       | Wayne Rainey     | Wayne Gardner    | Wayne Gardner                 |
| 15 | 18 september | GP van Brazilië            | Goiânia           | Eddie Lawson   | Wayne Gardner      | Kevin Schwantz   | Wayne Gardner    | Eddie Lawson                  |

### Eindstand 500cc-klasse
| Pos. | Coureur             | Team/merk                                   | Punten |
| ---- | ------------------- | ------------------------------------------- | ------ |
| 1    | Eddie Lawson        | Agostini-Marlboro-Yamaha                    | 252    |
| 2    | Wayne Gardner       | Rothmans-HRC-Honda                          | 229    |
| 3    | Wayne Rainey        | Roberts-Lucky Strike-Yamaha                 | 189    |
| 4    | Christian Sarron    | Gauloises-Sonauto-Yamaha                    | 149    |
| 5    | Kevin Magee         | Roberts-Lucky Strike-Yamaha                 | 138    |
| 6    | Niall Mackenzie     | Gallina-HB-HRC-Honda                        | 125    |
| 7    | Didier de Radiguès  | Agostini-Marlboro-Yamaha                    | 120    |
| 8    | Kevin Schwantz      | Pepsi-Suzuki                                | 119    |
| 9    | Pierfrancesco Chili | Gallina-HB-HRC-Honda                        | 110    |
| 10   | Rob McElnea         | Pepsi-Suzuki                                | 82     |
| 11   | Ron Haslam          | ELF-Honda                                   | 68     |
| 12   | Randy Mamola        | Cagiva                                      | 58     |
| 13   | Shunji Yatsushiro   | Rothmans-HRC-Honda                          | 57     |
| 14   | Patrick Igoa        | Gauloises-Sonauto-Yamaha                    | 44     |
| 15   | Tadahiko Taira      | Tech 21-Yamaha                              | 36     |
| 16   | Alessandro Valesi   | Honda                                       | 26     |
| 17   | Marco Papa          | Honda                                       | 17     |
| 18   | Roger Burnett       | Katayama-ELF-Honda / Rothmans-HRC-Honda     | 15     |
| 19   | Mike Baldwin        | Katayama-ELF-Honda / Katayama-ELF-HRC-Honda | 14     |
| 20   | Raymond Roche       | Cagiva                                      | 13     |
| 21   | Fabio Barchitta     | Katayama-ELF-HRC-Honda                      | 12     |

| Pos. | Coureur                      | Team/merk                                  | Punten |
| ---- | ---------------------------- | ------------------------------------------ | ------ |
| 22   | Bruno Kneubühler             | Honda                                      | 9      |
| 23   | Donnie McLeod                | Honda                                      | 9      |
| 24   | Marco Gentile                | Fior-Marlboro-Yamaha / Fior-Marlboro-Honda | 8      |
| 25   | Daniel Amatriaín             | Honda                                      | 7      |
| 26   | Hikaru Miyagi                | Honda                                      | 5      |
| 26   | Gustav Reiner                | Hein Gericke-Honda                         | 5      |
| 28   | Steve Manley                 | Suzuki                                     | 4      |
| 28   | Malcolm Campbell             | ELF-Honda                                  | 4      |
| 28   | Narihiko Fujiwara            | Yamaha                                     | 4      |
| 28   | Fernando González De Nicolás | Honda                                      | 4      |
| 32   | Fabio Biliotti               | Honda                                      | 4      |
| 33   | Rachel Nicotte               | Chevallier-Honda                           | 3      |
| 33   | Peter Schleef                | Honda                                      | 3      |
| 35   | Massimo Broccoli             | Cagiva                                     | 2      |
| 35   | Peter Lindén                 | Honda                                      | 2      |
| 37   | Osamu Hiwatashi              | Suzuki                                     | 1      |
| 37   | Maarten Duyzers              | HDJ-Honda                                  | 1      |
| 37   | Michael Rudroff              | Honda                                      | 1      |
| 37   | Manfred Fischer              | Hein Gericke-Honda                         | 1      |
| 37   | Cees Doorakkers              | Grundig-Honda                              | 1      |

### Constructeurstitel 500cc-klasse
De constructeurstitel werd aan Yamaha toegekend.

## 250cc-klasse
Japan, Suzuka
Jacques Cornu had de beste start in de 250cc-race, in eerste instantie gevolgd door Toshihiko Honma, maar Toni Mang had een bliksemstart en vanaf de zestiende startplaats zat hij meteen bij de leidende groep. In de tweede ronde bestond de kopgroep uit drie Dunlop-rijders: Jacques Cornu, Toni Mang en John Kocinski. Kocinski en Mang vielen elkaar voortdurend aan en daardoor groeide de kopgroep weer uit tot tien man. Kocinski moest echter afhaken toen zijn Yamaha toeren begon te verliezen door een verlopen ontsteking en in de laatste drie ronden vochten Mang en Sito Pons om de leiding, achtervolgd door Masaru Kobayashi, die derde werd.
Verenigde Staten, Laguna Seca
De eerste Amerikaanse GP-start sinds 1965 verliep nogal chaotisch. Het rode licht werd niet groen, maar knipperend oranje, waardoor de coureurs niet wisten wat te doen. Uiteindelijk reed Luca Cadalora gewoon weg omdat zijn Yamaha te warm liep en hij rijwindkoeling nodig had. Uiteindelijk werd er een extra opwarmronde gereden en werd de race gereduceerd tot 31 ronden. Bij de start was Bubba Shobert als snelste weg, maar na een ronde nam Jim Filice de leiding over terwijl Shobert in gevecht ging met Dominique Sarron, John Kocinski en Sito Pons. Filice had al snel een voorsprong van zes seconden door de vele uitremacties van zijn achtervolgers, die veel tijd kostten. Halverwege de race drong Pons door naar de tweede positie, gevolgd door Sarron, Kocinski en Shobert.
Spanje, Jarama
Drie Spanjaarden stonden op de eerste startrij, maar Carlos Cardús viel al in de eerste bocht, waarbij zijn helm van zijn hoofd vloog. Hij werd per helikopter afgevoerd naar het ziekenhuis in Madrid. Intussen bouwde Sito Pons binnen drie ronden al een voorsprong op van zes seconden op Toni Mang, Jacques Cornu, Reinhold Roth, Masahiro Shimizu en daarachter pas Juan Garriga. Die grote voorsprong van Pons was grotendeels te wijten aan de val van Cardús, die de rest had opgehouden. De felste achtervolgers waren Toni Mang die dat moest bekopen met een valpartij, en Jean-Philippe Ruggia, die ver achterop was geraakt toen hij Cardús moest ontwijken. Met zijn Yamaha TZ 250-productieracer passeerde hij het grootste deel van het veld, terwijl ook Garriga snel naar voren ging. Pons was echter niet meer te achterhalen. Garriga werd tweede en Ruggia derde. 
Portugal, Jerez
De poleposition van Carlos Lavado werd nutteloos omdat hij al in de opwarmronde ten val kwam. Al in de eerste ronde schakelde Sito Pons zichzelf uit door tegen Alberto Puig aan te rijden. Puig kon zijn machine weer oprapen en werd uiteindelijk achtste. Intussen namen Juan Garriga en Masahiro Shimizu afstand van de rest van het veld. In de eerste ronden probeerde Shimizu enkele malen aan te vallen, maar hij moest Garriga laten gaan. Hij had echter genoeg voorsprong om zijn achtervolgers voor te blijven. Jacques Cornu werd met ruim drie seconden achterstand derde. Daardoor bleef de schade voor Honda beperkt: drie Honda's in de top vijf, maar de vedetten Reinhold Roth en Toni Mang verloren weer veel punten en eindigden zelfs achter de Yamaha TZ 250-productieracer van Jean-Philippe Ruggia. 
Nations GP, Imola
Afgezien van een valpartij meteen na de start van de 250cc-race, waarbij Alberto Puig onderuit ging en John Kocinski, Bruno Casanova, Alain Bronec, Jean-François Baldé, Andreas Preining en Donnie McLeod in zijn val meenam, was er niet veel spanning. Dominique Sarron startte als snelste en bleef tot aan de finish aan de leiding. Sito Pons achterhaalde hem weliswaar, maar kon hem niet passeren en moest hem uiteindelijk laten gaan. Toni Mang (slechte startplaats) en Reinhold Roth (mislukte start) reden een inhaalrace, waarbij Roth nog zesde werd, maar Mang werd slechts tiende, voor Donnie McLeod, die zoals gezegd gevallen was. 
Duitsland, Nürburgring
De 250cc-race begon op een natte baan en de bandenkeuze was cruciaal. Een aantal coureurs, voornamelijk de Dunlop-rijders, koos voor regenbanden, zoals Toni Mang. In het begin werkten die prima: Mang leidde de race voor Thierry Rapicault, Sito Pons, Luca Cadalora, Donnie McLeod, Dominique Sarron en Martin Wimmer, terwijl Juan Garriga vanaf de 28e startplaats aan een inhaalrace begon. Rene Zanatta viel al in de eerste ronde, later gevolgd door Rapicault, Masahiro Shimizu en John Kocinski. Toen de baan begon op te drogen kregen de coureurs met regenbanden problemen. Cadalora passeerde Mang en Pons en nam de leiding over. McLeod haalde Toni Mang ook in, maar moest uiteindelijk het hoofd buigen voor Garriga, die zijn achterstand had goedgemaakt en derde werd. Mang viel met zijn regenbanden helemaal terug naar de achtste plaats.
Oostenrijk, Salzburgring
Jacques Cornu liet er geen gras over groeien en nam na de start meteen enkele tientallen meters voorsprong op Reinhold Roth, Juan Garriga en Dominique Sarron. Zes ronden voor het einde veranderde de situatie pas, toen Roth de leiding nam en Cornu achter Garriga op de derde plaats terecht kwam. Later bleek dat Cornu dit opzettelijk had gedaan: zo kon hij zijn banden sparen om op het einde toe te slaan. Dat deed hij door gebruik te maken van de dubbele windschaduw van Roth en Garriga. Zijn snelheid werd zo hoog dat hij meteen een groot gat met Roth sloeg. Toen die ook nog werd aangevallen door Garriga verloor hij meer snelheid en werd Cornu onbereikbaar. Jacques Cornu haalde zo de eerste overwinning van zijn carrière en was de zevende winnaar in zeven Grands Prix in 1988.
Dutch TT, Assen
Al vroeg in de race namen Dominique Sarron en Sito Pons samen de leiding. Met vergelijkbare machines was er nauwelijks snelheidsverschil en daarom wisselden ze regelmatig van positie. Ver achter hen vond een gelijksoortig gevecht plaats tussen Juan Garriga en Jacques Cornu. In de laatste ronde eindigde het gevecht tussen Sarron en Pons in het gras bij de Geert Timmerbocht. Sarron deed een laatste poging om Pons aan de binnenkant uit te remmen, maar werd op het gras gedwongen. Daar was niets te remmen en Sarron schoot rechtdoor, waarbij Pons noodgedwongen mee moest gaan. Beiden vielen, maar Pons kon zijn machine nog oprapen en zesde worden. Juan Garriga, die wel had gezien dat er iemand gevallen was, realiseerde zich pas enkele meters voor de finish dat hij de race ging winnen, zeer nipt voor Cornu. Eervolle vermeldingen waren er voor de zwaar geblesseerde Loris Reggiani (vijfde) en voor Luca Cadalora, die zich van de laatste plaats naar de vierde had gevochten.
België, Spa-Francorchamps
De 250cc-race verliep chaotisch en zou uiteindelijk in twee manches verreden worden. Men startte op een droge baan en er ontstond een kopgroep met Juan Garriga, Sito Pons, Dominique Sarron en Jacques Cornu. In de vierde ronde schoof Martin Wimmer bij Blanchimont onderuit. Zijn machine raakte de vangrail en stuiterde terug op de baan, voor de wielen van Loris Reggiani, die daardoor ook zwaar ten val kwam. De race werd stilgelegd om hulpverleners en ambulances de gelegenheid te geven de gewonden te verzorgen en om de marshals de tijd te geven de brokstukken van de baan te verwijderen. Na de herstart kon Juan Garriga niet meer met de kopgroep meekomen omdat zijn Yamaha met ontstekingsproblemen kampte. De kopgroep bestond aanvankelijk uit Toni Mang, Patrick Pons, Jacques Cornu en Reinhold Roth en werd aangevuld met de sterk rijdende Masahiro Shimizu, die in de zevende ronde ten val kwam. Sarron was in de vierde ronde al gevallen. Uiteindelijk konden Sito Pons en Toni Mang vechten om de overwinning omdat Cornu en Roth moesten lossen. Toch werd Cornu in de totaaltijd over twee manches als tweede geklasseerd voor Toni Mang. 
Joegoslavië, Rijeka
Vlak na de start van de 250cc-race in Rijeka werd Toni Mang aangetikt door Donnie McLeod, waardoor beiden ten val kwamen. McLeod bleef ongedeerd, maar Mang brak een sleutelbeen. Intussen nam Sito Pons de leiding, gevolgd door Dominique Sarron en Juan Garriga. In de vierde ronde nam Garriga de tweede plaats over en hij ging er samen met Pons vandoor. Reinhold Roth, Jacques Cornu en Luca Cadalora vochten achter Sarron om de vierde plaats. Garriga was duidelijk sneller in het bochtige deel van het circuit, maar werd steeds op snelheid geklopt door Pons. Na een bijna-val besloot Garriga genoegen te nemen met de tweede plaats. Daarvoor moest hij echter wel een aanval van Sarron afslaan. Sarron nam de tweede plaats even in, maar in de laatste bocht remde Garriga hem uit. Dat deed hij op een moment dat er een achterblijver ingehaald werd, waardoor Sarron even werd opgehouden. Om de vierde plaats werd net zo hard gevochten door Roth en Cadalora, terwijl Cornu door versleten banden moest afhaken en zesde werd. 
Frankrijk, Le Castellet
Het Franse publiek kreeg een bijzonder spannende en enerverende 250cc-race voorgeschoteld. Op kop ging het al snel tussen Sito Pons en Jacques Cornu, maar achter hen vochten Dominique Sarron, Masahiro Shimizu, Juan Garriga, Reinhold Roth en Luca Cadalora om de tweede plaats. De Yamaha's kwamen ten opzichte van de fabrieks-Honda's tien tot vijftien kilometer per uur topsnelheid tekort, maar dat werd gecompenseerd door de betere stuurkwaliteiten in het bochtige deel van het circuit en de slipstream op de Mistral Straight. Diezelfde Mistral zorgde er ook voor dat de koplopers steeds van positie wisselden. Wie als eerste de Mistral opreed wist bijna zeker dat hij op het einde uitgeremd zou worden. Shimizu kwam ten val en Cadalora moest afhaken, waardoor de achtervolgende groep tot drie man werd gereduceerd. In de laatste ronde reed Pons als eerste de Mistral Straight op en dat kostte hem de overwinning. Cornu gebruikte de slipstream en remde hem uit. In de laatste bochten wist Garriga de vierde plaats van Roth af te nemen. 
Groot-Brittannië, Donington Park
Hoewel Luca Cadalora de 250cc-race op Donington Park van start tot finish leidde, ging de aandacht uit naar het gevecht achter hem tussen Juan Garriga en Sito Pons. Pons had in het wereldkampioenschap slechts acht punten voorsprong op Garriga en wilde voor hem finishen. Cadalora liep van het vechtende duo weg, maar in de vijftiende ronde kwam Dominique Sarron uit het achterveld en passeerde eerst Garriga en daarna Pons. Sarron werd ook niet meer bedreigd en werd tweede, maar het gevecht tussen Pons en Garriga duurde tot en met de laatste ronde. In de Melbourne Hairpin (bocht 10) nam Garriga de derde plaats van Pons over. 
Zweden, Anderstorp
Na de start in Zweden leidde Reinhold Roth voor Luca Cadalora, Dominique Sarron, Sito Pons, Jean-Philippe Ruggia, Juan Garriga, Carlos Cardús, Iván Palazzese en Jacques Cornu. Al snel vormde zich een kleinere kopgroep met Cadalora, Garriga, Pons, Roth en Sarron. Vooral Garriga, Pons en Cadalora vochten om de leiding, tot de laatste in de negende ronde ten val kwam. Een ronde later viel op dezelfde plaats Masahiro Shimizu, die door Cornu niet meer ontweken kon worden waardoor ook hij viel. Pons won de race voor Garriga en bouwde daarmee zijn voorsprong in het kampioenschap uit tot negen punten, waarmee het met (naar men toen nog dacht) drie races te gaan nog steeds spannend was. 
Tsjecho-Slowakije, Brno
Dominique Sarron profiteerde niet lang van zijn poleposition, want enkele kilometers na het vertrek kwam hij al ten val. Met een beschadigde machine kon hij wel nog verder rijden. Juan Garriga had een slechte start, maar begon aan een spectaculaire inhaalrace en na vier ronden zat hij al achter Sito Pons. Luca Cadalora reed tamelijk alleen op de derde plaats. In de achtste ronde nam Garriga de leiding, maar Pons wist hem een aantal malen terug te halen. Uiteindelijk koos Pons voor de zekerheid van de tweede plaats. Zijn puntenvoorsprong op Garriga slonk tot zes punten, maar daarmee zou hij in de Braziliaanse GP aan de derde plaats genoeg hebben om wereldkampioen te worden. 
Brazilië, Goiâna
In de 250cc-klasse moest de wereldtitel nog beslist worden. Sito Pons (Honda) had zes punten voorsprong op Juan Garriga (Yamaha). Pons had echter een groot aantal merkgenoten die hem zouden kunnen helpen. Garriga had die steun niet, hij was de enige Yamaha-rijder die in de top mee kon draaien. Men verwachtte dat Yamaha hulp zou optrommelen, bijvoorbeeld van John Kocinski, die alleen in de Verenigde Staten reed, of van Toshihiko Honma, die 250cc-kampioen van Japan was geworden. In plaats daarvan gaf Yamaha een fabrieks-Yamaha YZR 250 aan Jean-Philippe Ruggia, die het met zijn productie- Yamaha TZ 250 tot de zevende plaats in de tussenstand had geschopt, en vertrouwde men op de steun van Martin Wimmer. Garriga had overigens van Honda-rijder Dominique Sarron niets te vrezen. Hij was geen vriend van Sito Pons en zonder officiële stalorders zou hij hem zeker niet helpen. De titelaspiraties van Juan Garriga eindigden al in de eerste bocht, nota bene door toedoen van merkgenoot Carlos Lavado. Die verremde zich waardoor Martin Wimmer moest uitwijken naar het gras. Wimmer tikte Garriga aan die ook het gras in moest, weliswaar terug de baan op kon rijden maar toen al op de zestiende plaats lag. Sito Pons kon zich nu beperken tot het lezen van de pitsignalen en de leiding van de race aan Luca Cadalora en Dominique Sarron laten. Lavado was op de baan gebleven en lag op de derde plaats, gevolgd door Reinhold Roth en Sito Pons. In de vijftiende ronde schoof Cadalora onderuit waardoor Sarron de race won, voor Lavado en Pons. Garriga had door de aanrijding een afgebroken uitlaat waardoor hij vermogen verloor, maar hij wist zich toch terug te vechten naar de vijfde plaats. 

### Uitslagen 250cc-klasse
|    | Datum        | Race                       | Circuit           | 1e               | 2e               | 3e                   | Poleposition      | Snelste ronde    |
| -- | ------------ | -------------------------- | ----------------- | ---------------- | ---------------- | -------------------- | ----------------- | ---------------- |
| 1  | 27 maart     | GP van Japan               | Suzuka            | Toni Mang        | Sito Pons        | Masaru Kobayashi     | Toshihiko Honma   | Sito Pons        |
| 2  | 10 april     | GP van de Verenigde Staten | Laguna Seca       | Jim Filice       | Sito Pons        | Dominique Sarron     | John Kocinski     | Bruno Casanova   |
| 3  | 24 april     | GP van Spanje              | Jarama            | Sito Pons        | Juan Garriga     | Jean-Philippe Ruggia | Carlos Cardús     | Sito Pons        |
| 4  | 1 mei        | GP van Portugal            | Jerez             | Juan Garriga     | Masahiro Shimizu | Jacques Cornu        | Carlos Lavado     | Juan Garriga     |
| 5  | 22 mei       | Nations GP                 | Imola             | Dominique Sarron | Sito Pons        | Juan Garriga         | Dominique Sarron  | Dominique Sarron |
| 6  | 29 mei       | GP van Duitsland           | Nürburgring       | Luca Cadalora    | Sito Pons        | Juan Garriga         | Thierry Rapicault | Juan Garriga     |
| 7  | 12 juni      | GP van Oostenrijk          | Salzburgring      | Jacques Cornu    | Reinhold Roth    | Juan Garriga         | Jacques Cornu     | Jacques Cornu    |
| 8  | 25 juni      | Dutch TT                   | Assen             | Juan Garriga     | Jacques Cornu    | Toni Mang            | Dominique Sarron  | Toni Mang        |
| 9  | 3 juli       | GP van België              | Spa-Francorchamps | Sito Pons        | Jacques Cornu    | Toni Mang            | Jacques Cornu     | Toni Mang        |
| 10 | 17 juli      | GP van Joegoslavië         | Rijeka            | Sito Pons        | Juan Garriga     | Dominique Sarron     | Sito Pons         | Juan Garriga     |
| 11 | 24 juli      | GP van Frankrijk           | Le Castellet      | Jacques Cornu    | Sito Pons        | Dominique Sarron     | Dominique Sarron  | Juan Garriga     |
| 12 | 7 augustus   | GP van Groot-Brittannië    | Donington         | Luca Cadalora    | Dominique Sarron | Juan Garriga         | Juan Garriga      | Juan Garriga     |
| 13 | 14 augustus  | GP van Zweden              | Anderstorp        | Sito Pons        | Juan Garriga     | Dominique Sarron     | Luca Cadalora     | Reinhold Roth    |
| 14 | 28 augustus  | GP van Tsjecho-Slowakije   | Brno              | Juan Garriga     | Sito Pons        | Luca Cadalora        | Dominique Sarron  | Juan Garriga     |
| 15 | 18 september | GP van Brazilië            | Goiânia           | Dominique Sarron | Carlos Lavado    | Sito Pons            | Dominique Sarron  | Luca Cadalora    |

### Eindstand 250cc-klasse
| Pos. | Coureur              | Team/merk                   | Punten |
| ---- | -------------------- | --------------------------- | ------ |
| 1    | Sito Pons            | Campsa-HRC-Honda            | 231    |
| 2    | Juan Garriga         | Nieto-Ducados-Yamaha        | 221    |
| 3    | Jacques Cornu        | Parisienne-HRC-Honda        | 166    |
| 4    | Dominique Sarron     | Rothmans-HRC-Honda          | 158    |
| 5    | Reinhold Roth        | HB-HRC-Honda                | 158    |
| 6    | Luca Cadalora        | Agostini-Marlboro-Yamaha    | 136    |
| 7    | Jean-Philippe Ruggia | Gauloises-Sonauto-Yamaha    | 104    |
| 8    | Toni Mang            | Rothmans-HRC-Honda          | 87     |
| 9    | Carlos Cardús        | Nieto-Ducados-HRC-Honda     | 71     |
| 10   | Masahiro Shimizu     | Terra-HRC-Honda             | 68     |
| 11   | Carlos Lavado        | Venemotos-Yamaha            | 55     |
| 12   | Donnie McLeod        | 7Up-EMC-Rotax               | 47     |
| 13   | Loris Reggiani       | Aprilia-Rotax               | 44     |
| 14   | Martin Wimmer        | Fath-Hein Gericke-Yamaha    | 40     |
| 15   | Manfred Herweh       | Levior-Yamaha               | 35     |
| 16   | August Auinger       | Aprilia-Rotax               | 31     |
| 17   | Helmut Bradl         | Honda / Rothmans-HRC-Honda  | 27     |
| 18   | Iván Palazzese       | Yamaha                      | 25     |
| 19   | John Kocinski        | Roberts-Lucky Strike-Yamaha | 24     |
| 20   | Harald Eckl          | Römer-Aprilia-Rotax         | 22     |
| 21   | Jim Filice           | HRC-Honda                   | 20     |
| 22   | Stefano Caracchi     | Honda                       | 20     |
| 23   | Bruno Casanova       | FMI-Aprilia-Rotax           | 17     |
| 24   | Masaru Kobayashi     | Terra-HRC-Honda             | 15     |
| 25   | Jean-Michel Mattioli | Docshop-Yamaha / Défi-Rotax | 12     |

| Pos. | Coureur             | Team/merk                       | Punten |
| ---- | ------------------- | ------------------------------- | ------ |
| 26   | Maurizio Vitali     | Yamaha / Gazzaniga-Rotax        | 12     |
| 27   | Bubba Shobert       | Camel-HRC-Honda                 | 11     |
| 28   | Hans Becker         | Yamaha                          | 11     |
| 29   | Jean Foray          | Yamaha                          | 10     |
| 30   | Alberto Puig        | Nieto-Ducados-HRC-Honda / Honda | 10     |
| 31   | Jean-François Baldé | Défi-Rotax                      | 10     |
| 32   | Toshihiko Honma     | Yamaha                          | 8      |
| 33   | Masumitsu Taguchi   | Honda                           | 6      |
| 33   | Jochen Schmid       | Honda / Rothmans-HRC-Honda      | 6      |
| 35   | Seigo Kikuchi       | Honda                           | 5      |
| 35   | Engelbert Neumair   | Aprilia-Rotax                   | 5      |
| 35   | Guy Bertin          | Yamaha                          | 5      |
| 38   | Wilco Zeelenberg    | Docshop-Yamaha                  | 5      |
| 39   | Kyoji Nanba         | Yamaha                          | 4      |
| 39   | Hermann Holder      | Yamaha                          | 4      |
| 39   | Urs Jücker          | Yamaha                          | 4      |
| 42   | Urs Lüzi            | Honda                           | 3      |
| 42   | Gary Cowan          | Yamaha                          | 3      |
| 44   | Paolo Casoli        | Pileri-AGV-Garelli              | 3      |
| 45   | Youichi Yamamoto    | Honda                           | 2      |
| 45   | Massimo Matteoni    | Yamaha                          | 2      |
| 47   | Keiji Tamura        | Yamaha                          | 1      |
| 47   | Alan Carter         | Yamaha                          | 1      |

### Constructeurstitel 250cc-klasse
De constructeurstitel werd aan Honda toegekend.

## 125cc-klasse
Spanje, Jarama
De 125cc-klasse debuteerde in Spanje met de eencilinders, die dit jaar verplicht waren. Na de start gingen Jorge Martínez en Ezio Gianola er samen vandoor, achtervolgd door Gastone Grassetti, Johnny Wickström, Gerhard Waibel, Adi Stadler en Fausto Gresini. Julián Miralles startte slecht en moest aan een inhaalrace beginnen, maar hij slaagde daar goed in. Uiteindelijk wist hij de achtervolgende groep te passeren, maar de koplopers waren te ver weg. Hij werd alsnog tweede omdat Gianola een ronde voor het einde door een gebroken schakelas uitviel. 
Nations GP, Imola
Ezio Gianola had kopstart, maar zat al snel in een kleine kopgroep met de Derbi-rijders Jorge Martínez en Manuel Herreros. Gedrieën leken ze een fel gevecht om de kop te leveren, maar nadat Gianola en Herreros elkaar een keer geraakt hadden koos Martínez eieren voor zijn geld. Zeven ronden voor het einde ging hij ineens 2,5 seconde per ronde sneller rijden. Gianola raakte in de laatste ronde een keer in het gras, maar kon de achtervolgende groep met Pier Paolo Bianchi, Hans Spaan, Luis Miguel Reyes en Gastone Grassetti nog net voorblijven.
Duitsland, Nürburgring
Hans Spaan profiteerde aanvankelijk niet van zijn eerste startplaats: na de eerste ronde lag hij zevende, achter Ezio Gianola, Hisashi Unemoto, Luis Miguel Reyes, Alfred Waibel, Jorge Martínez, Lucio Pietroniro en Julián Miralles. Bij het ingaan van de tweede ronde remde Martínez zichzelf onderuit en daarna kon Gianola zijn voorsprong gaan uitbouwen. Miralles en Herreros vochten om de tweede plaats, tot ook Spaan zich daarmee ging bemoeien. Spaan lag zelfs tweede toen hij onderuit schoof, maar hij kon zijn machine - die nog liep - snel oppakken en eindigde als derde achter Miralles. De overwinning van Gianola was ook de eerste voor Honda in de 125cc-klasse sinds Luigi Taveri op 11 september 1966 de GP des Nations won.
Oostenrijk, Salzburgring
In de 125cc-race bleef het tot het einde spannend. Er ontstond een grote kopgroep met negen man, die enigszins uiteenviel toen Pier Paolo Bianchi ten val kwam, waardoor onder andere Hans Spaan veel tijd verloor. Jorge Martínez wist een kleine voorsprong op te bouwen op Esa Kytölä, Mandy Fischer en Mike Leitner. Uiteindelijk ging de strijd om de tweede plaats tussen Ezio Gianola en Stefan Prein, maar de achtervolgende groep was nog zo compact dat Hans Spaan met zijn zesde plaats nog maar anderhalve seconde achter Gianola eindigde. 
Dutch TT, Assen
De 125cc-race in Assen was uitermate saai. In het begin bleven Jorge Martínez en Ezio Gianola dicht bij elkaar, wellicht omdat Martínez wilde dat Hans Spaan zou aansluiten. Toen dat gebeurde ging Martínez er vandoor, maar ook Gianola maakte zich los van Spaan. Zo finishten ze ook, met Domenico Brigaglia op de vierde plaats, bijna elf seconden achter Spaan. 
België, Spa-Francorchamps
Ook de 125cc-race werd in twee manches verreden, niet vanwege een ongeval, maar vanwege de regen. De 125cc-race startte op een droge baan en iedereen stond op slicks. Er ontstond een kopgroep met Jorge Martínez, Ezio Gianola, Hans Spaan en Àlex Crivillé, die al snel werd aangevuld met Domenico Brigaglia en Gerhard Waibel. In de vierde ronde begon het te regenen en de coureurs besloten zelf de race te staken, nadat Stefan Prein en Thierry Feuz al gevallen waren. Gianola was na de derde ronde doorgekomen met een voorsprong van 0,24 seconde op Martínez. Na een half uur pauze ging men opnieuw van start, waarbij een aantal coureurs kozen voor regenbanden voor en achter en anderen (waaronder Gianola en Martínez) voor een intermediate-achterband. Martínez had nu tien ronden om een kwart seconde te winnen op Gianola en deze twee streden samen om de leiding. Hans Spaan vocht met Julián Miralles om de derde plaats, maar moest Miralles laten gaan toen de baan begon op te drogen en de Michelin-banden van Miralles dit beter aankonden dan de Dunlops van Spaan. Martínez won vlak voor Gianola, maar het was genoeg om 0,44 seconde over te houden. Hoewel Spaan slechts vierde werd verstevigde hij zijn derde positie in het wereldkampioenschap omdat concurrent Gastone Grassetti slechts vijfde werd. 
Joegoslavië, Rijeka
Aanvankelijk bestond de kopgroep in de 125cc-klasse uit Jorge Martínez, Ezio Gianola, Hans Spaan, Julián Miralles en Stefan Prein, maar ze werd aangevuld door Ian McConnachie en Gastone Grassetti. Gastone Grassetti passeerde Spaan om teamgenoot Gianola te helpen, maar maakte een stuurfout waarvan ook Spaan het slachtoffer werd. Hij kwam ten val maar kon de race nog als veertiende afsluiten. Martínez en Gianola finishten vlak achter elkaar en de Belg Lucio Pietroniro werd verrassend derde, vlak vóór Domenico Brigaglia, Stefan Prein en Kohji Takada. Hans Spaan was verrast omdat hij ondanks zijn veertiende plaats nog iets uitgelopen was op zijn concurrenten, want Miralles was door een gebroken krukas niet gefinished en Grassetti was gevallen. Martínez had de race overigens gereden met een gekneusde knie en een aantal ontvellingen, opgelopen bij een val in de training van de 80cc-klasse.
Frankrijk, Le Castellet
Vanaf de start gingen Jorge Martínez en Ezio Gianola er samen vandoor. Gianola mocht het meeste kopwerk doen, maar Martínez volgde hem met gemak en enkele ronden voor het einde nam hij de leiding over om haar niet meer af te staan. Julián Miralles reed op de derde plaats, tot verdriet van Hans Spaan, die zijn draai op Paul Ricard niet kon vinden en op de twaalfde plaats lag. Dat betekende dat Spaan zijn derde plaats in het kampioenschap moest afstaan, ware het niet dat Miralles in de laatste bocht onderuit ging. Hij kon zijn machine nog oprapen en werd elfde, één plaats vóór Spaan, maar die behield zo zijn plaats in het WK. Nu kon Corrado Catalano het eerste 125cc-podium voor Aprilia-Rotax scoren. De Finse Taru Rinne schreef geschiedenis door als eerste vrouw punten te scoren in een race voor solomotoren. Ze was zelfs sneller dan de leider in het Europees kampioenschap Emilio Cuppini. 
Groot-Brittannië, Donington Park
Bij de start waren Ezio Gianola, Alex Bedford, Hans Spaan en Jorge Martínez het snelste weg. Zij wisten ook een voorsprong op te bouwen op Julián Miralles, Allan Scott, Domenico Brigaglia, Lucio Pietroniro en Corrado Catalano. Gianola reed alleen weg, maar Bedford was ook sneller dan Martínez en Spaan, die om de derde plaats vochten. Bedford viel echter toen de bouten van zijn kettingtandwiel het begaven. Martínez en Spaan vochten nu om de tweede plaats, maar bij een inhaalactie van Spaan bij de Old Hairpin (bocht 4) raakten ze elkaar en kwam Spaan ten val. Hij kon weer opstappen en werd nog tiende, maar de derde plaats ging nu naar Brigaglia. 
Zweden, Anderstorp
In de eerste helft van de 125cc-race in Zweden moest Jorge Martínez het initiatief aan Ezio Gianola laten. Martínez wilde niet te veel risico's nemen, maar toen hij eenmaal begon in te lopen op Gianola ging hij hem ook voorbij. Doordat hij drie punten meer scoorde dan Gianola was Martínez nu zeker van de wereldtitel. Intussen had Julián Miralles lang alleen op de derde plaats gereden, achtervolgd door Adi Stadler en Hans Spaan. Spaan's Honda was sneller dan die van Stadler en hij achterhaalde zelfs Miralles. Bij het uitkomen van de laatste bocht viel Spaan Miralles aan en beiden dachten dat ze derde waren geworden. De tijdwaarneming gaf echter aan dat Miralles 0,22 seconde sneller was geweest. 
Tsjecho-Slowakije, Brno
Julián Miralles startte als snelste, terwijl Hans Spaan meteen terugviel naar de vijftiende plaats. Voor Miralles zag het er op dat moment goed uit, want hij moest acht punten goedmaken op Spaan om derde in het kampioenschap te worden en reed nu vooraan met stalgenoot Jorge Martínez en Ezio Gianola. Spaan begon echter aan een inhaalrace en toen hij in de negende ronde Fausto Gresini en Corrado Catalano passeerde was hij al vierde. Gianola viel echter terug en Miralles en Martínez speelden een spelletje dat voor het publiek op een echte race moest lijken. Ze probeerden Spaan uit de tent te lokken door hem in het schijngevecht te betrekken, maar Spaan wist dat de derde plaats genoeg was om ook derde in het wereldkampioenschap te worden. Nu had de hulp van Martínez aan Miralles ook geen zin meer en Martínez pakte de overwinning. Taru Rinne kon haar achtste startplaats niet waarmaken: al in de eerste ronde kwam ze ten val. 

### Uitslagen 125cc-klasse
|    | Datum       | Race                     | Circuit           | 1e             | 2e              | 3e                 | Poleposition   | Snelste ronde     |
| -- | ----------- | ------------------------ | ----------------- | -------------- | --------------- | ------------------ | -------------- | ----------------- |
| 1  | 24 april    | GP van Spanje            | Jarama            | Jorge Martínez | Julián Miralles | Gastone Grassetti  | Jorge Martínez | Jorge Martínez    |
| 2  | 21 mei      | Nations GP               | Imola             | Jorge Martínez | Manuel Herreros | Ezio Gianola       | Jorge Martínez | Jorge Martínez    |
| 3  | 29 mei      | GP van Duitsland         | Nürburgring       | Ezio Gianola   | Julián Miralles | Hans Spaan         | Hans Spaan     | Alfred Waibel     |
| 4  | 12 juni     | GP van Oostenrijk        | Salzburgring      | Jorge Martínez | Ezio Gianola    | Stefan Prein       | Jorge Martínez | Hans Spaan        |
| 5  | 25 juni     | Dutch TT                 | Assen             | Jorge Martínez | Ezio Gianola    | Hans Spaan         | Hans Spaan     | Jorge Martínez    |
| 6  | 3 juli      | GP van België            | Spa-Francorchamps | Jorge Martínez | Ezio Gianola    | Julián Miralles    | Jorge Martínez | Gastone Grassetti |
| 7  | 17 juli     | GP van Joegoslavië       | Rijeka            | Jorge Martínez | Ezio Gianola    | Lucio Pietroniro   | Jorge Martínez | Corrado Catalano  |
| 8  | 24 juli     | GP van Frankrijk         | Le Castellet      | Jorge Martínez | Ezio Gianola    | Corrado Catalano   | Ezio Gianola   | Jorge Martínez    |
| 9  | 7 augustus  | GP van Groot-Brittannië  | Donington         | Ezio Gianola   | Jorge Martínez  | Domenico Brigaglia | Ezio Gianola   | Ezio Gianola      |
| 10 | 14 augustus | GP van Zweden            | Anderstorp        | Jorge Martínez | Ezio Gianola    | Julián Miralles    | Jorge Martínez | Jorge Martínez    |
| 11 | 28 augustus | GP van Tsjecho-Slowakije | Brno              | Jorge Martínez | Julián Miralles | Hans Spaan         | Hans Spaan     | Jorge Martínez    |

### Eindstand 125cc-klasse
| Pos. | Coureur            | Team/merk           | Punten |
| ---- | ------------------ | ------------------- | ------ |
| 1    | Jorge Martínez     | Nieto-Ducados-Derbi | 197    |
| 2    | Ezio Gianola       | Honda               | 168    |
| 3    | Hans Spaan         | Samson-Sharp-Honda  | 110    |
| 4    | Julián Miralles    | Nieto-Ducados-Honda | 104    |
| 5    | Domenico Brigaglia | Gazzaniga-Rotax     | 69     |
| 6    | Gastone Grassetti  | Honda               | 66     |
| 7    | Adi Stadler        | Honda               | 63     |
| 8    | Stefan Prein       | Honda               | 59     |
| 9    | Lucio Pietroniro   | Honda               | 56     |
| 10   | Gerhard Waibel     | Honda               | 52     |
| 11   | Hisashi Unemoto    | Fukuda-Honda        | 43     |
| 12   | Allan Scott        | Honda               | 38     |
| 13   | Corrado Catalano   | Aprilia-Rotax       | 36     |
| 14   | Luis Miguel Reyes  | Pileri-AGV-Garelli  | 34     |
| 15   | Manuel Herreros    | Nieto-Ducados-Derbi | 30     |
| 16   | Heinz Lüthi        | Honda               | 30     |
| 17   | Kohji Takada       | Fukuda-Honda        | 29     |
| 18   | Johnny Wickström   | Honda               | 25     |
| 19   | Pier Paolo Bianchi | Cagiva              | 24     |
| 20   | Alfred Waibel      | Waibel-Honda        | 24     |

| Pos. | Coureur             | Team/merk           | Punten |
| ---- | ------------------- | ------------------- | ------ |
| 21   | Fausto Gresini      | Pileri-AGV-Garelli  | 22     |
| 22   | Josef Fischer       | Noki-Rotax          | 19     |
| 23   | Krysztof Galatowicz | Honda               | 19     |
| 24   | Hubert Abold        | Honda               | 18     |
| 25   | Bady Hassaine       | Honda               | 14     |
| 26   | Robin Milton        | Honda               | 13     |
| 27   | Mike Leitner        | LCR-Rotax           | 11     |
| 28   | Ian McConnachie     | Cagiva              | 10     |
| 29   | Alex Bedford        | Honda               | 8      |
| 30   | Jussi Hautaniemi    | Honda               | 8      |
| 31   | Àlex Crivillé       | Nieto-Ducados-Derbi | 7      |
| 31   | Flemming Kistrup    | Honda               | 7      |
| 33   | Esa Kytölä          | Honda               | 6      |
| 34   | Thierry Feuz        | Ferac-Rotax         | 6      |
| 35   | Robin Appleyard     | Honda               | 6      |
| 36   | Manuel Hernández    | Honda               | 4      |
| 37   | Stefan Dörflinger   | Marlboro-Honda      | 2      |
| 37   | Taru Rinne          | Honda               | 2      |
| 39   | Paul Bordes         | Honda               | 1      |
| 39   | Emilio Cuppini      | Honda               | 1      |

### Constructeurstitel 125cc-klasse
De constructeurstitel werd aan Derbi toegekend.

## 80cc-klasse
Spanje, Jarama
Stefan Dörflinger startte slecht en daardoor leek het er lang op dat Jorge Martínez na de 125cc-race zijn tweede overwinning van de dag zou scoren. Dörflinger vocht zich echter snel naar voren en vijf ronden voor het einde passeerde hij Martínez. Die vocht zich nog één keer terug, maar moest Dörflinger met zijn beter sturende Krauser uiteindelijk laten gaan. Àlex Crivillé zorgde ervoor dat er toch twee Spanjaarden op het podium stonden. Opmerkelijk waren de prestaties van de rijders uit het Oostblok. De Hongaar Károly Juhász werd zevende en de Bulgaar Bogdan Nikolov werd achtste. 
Portugal, Jerez
Bij de start verbrandde Stefan Dörflinger zijn koppeling en hij moest aan een inhaalrace beginnen, terwijl het hele Derbi-team er vandoor ging. Dörflinger kwam nog ver, maar het duurde lang eer hij Herri Torrontegui voorbij was. Manuel Herreros probeerde nog om Jorge Martínez te verschalken, maar dat mislukte. Dörflinger werd achter Àlex Crivillé vierde. Omdat Torrontegui met pech uitviel werd Peter Öttl vijfde. 
Nations GP, Imola
Net als een dag eerder in de 125cc-race deed Jorge Martínez er alles aan om de 80cc-race spannend te laten lijken. Nadat Károly Juhász de kopstart had, verzamelde Martínez zijn team (Manuel Herreros en Àlex Crivillé) om zich heen om de achtervolging in te zetten. Zo leek het erop dat de Derbi ploeg volledig op het podium zou komen, want Stefan Dörflinger had zijn start verknoeid. Na tien ronden sloot Dörflinger echter aan en dat was het moment voor Martínez om geen risico's meer te nemen en er vandoor te gaan. Dörflinger had tijdens zijn inhaalrace de snelste ronde gereden, maar Martínez verbeterde die weer en won met ruim vijf seconden voorsprong. 
Duitsland, Nürburgring
In de natte 80cc-race kon niemand Jorge Martínez bedreigen. Hij leidde van start tot finish en liet de strijd om de tweede plaats aan zijn teamgenoten Àlex Crivillé en Manuel Herreros over. De enige niet-Derbi-rijder die nog roet in het eten had kunnen gooien, Stefan Dörflinger, kwam ten val. 
Dutch TT, Assen
Tot aan de Haarbocht reden Jos van Dongen en Bert Smit aan de leiding, maar in die bocht nam Jorge Martínez de leiding over en hij vertrok. Na de eerste ronde had hij al ca. vier seconden voorsprong en daarmee was het pleit beslecht. Al snel kwam Herri Torrontegui op de tweede plaats terecht en Stefan Dörflinger op de derde. Torrontegui viel in de tweede ronde terug, waarschijnlijk door een schakelfout. Het gaf Dörflinger de kans zich los te maken van de achtervolgende groep, terwijl Àlex Crivillé dat ook deed en de achtervolging op Dörflinger inzette. Zo leek de strijd om de podiumplaatsen ook beslist, want de drie rijders konden elkaar niet bedreigen. Achter hen werd om de vierde plaats gevochten door Torrontegui, Jos van Dongen, Bert Smit en later ook Peter Öttl. Öttl, die motorproblemen had gehad, wist zich als vierde van de groep los te maken en zelfs Crivillé te naderen. Dörflinger kwam echter ten val en niet veel later ook Crivillé door een vastloper. Daardoor schoven de achtervolgers twee plaatsen op en werd Öttl tweede voor Smit en Van Dongen. Smit had het grootste deel van de race zonder koppeling gereden. 
Joegoslavië, Rijeka
Peter Öttl nam meteen de leiding in de race, gevolgd door Jorge Martínez. Voor Martínez waren de belangen groot: hij kon hier zijn wereldtitel veilig stellen maar was ook bont en blauw door zijn val in de training. Toch wisten Öttl en Martínez weg te lopen van Àlex Crivillé, die op zijn beurt weer werd gevolgd door Jörg Seel, Bogdan Nikolov en Bert Smit. In de voorlaatste ronde nam Martínez definitief de leiding en hij won voor Öttl, Seel en Nikolov. Smit kwam ten val waardoor Stefan Dörflinger zesde werd. Met nog slechts één race te gaan kon Martínez niet meer ingehaald worden en hij was wereldkampioen 80 cc. 
Tsjecho-Slowakije, Brno
Nu hij al zeker was van het dubbelkampioenschap 80- en 125 cc trad Jorge Martínez met een ander doel aan: het evenaren van het aantal overwinningen dat zijn teamchef Ángel Nieto met Derbi had gehaald. Als hij deze race zou winnen zou hij het aantal van 90 overwinningen evenaren. Martínez ging samen met Stefan Dörflinger aan de leiding, gevolgd door Àlex Crivillé en Herri Torrontegui. Manuel Herreros viel al snel uit door een defecte zuiger. Na een gevecht met Dörflinger won Martínez voor Dörflinger, die daardoor opschoof naar de derde plaats in het wereldkampioenschap. Crivillé werd derde en definitief tweede in het wereldkampioenschap, maar het was de laatste race die hij voor Derbi zou rijden. 

### Uitslagen 80cc-klasse
|   | Datum       | Race                     | Circuit     | 1e                | 2e                | 3e              | Poleposition   | Snelste ronde     |
| - | ----------- | ------------------------ | ----------- | ----------------- | ----------------- | --------------- | -------------- | ----------------- |
| 1 | 24 april    | GP van Spanje            | Jarama      | Stefan Dörflinger | Jorge Martínez    | Àlex Crivillé   | Jorge Martínez | Àlex Crivillé     |
| 2 | 1 mei       | GP van Portugal          | Jerez       | Jorge Martínez    | Manuel Herreros   | Àlex Crivillé   | Jorge Martínez | Stefan Dörflinger |
| 3 | 22 mei      | Nations GP               | Imola       | Jorge Martínez    | Stefan Dörflinger | Manuel Herreros | Jorge Martínez | Jorge Martínez    |
| 4 | 29 mei      | GP van Duitsland         | Nürburgring | Jorge Martínez    | Àlex Crivillé     | Manuel Herreros | Jorge Martínez | Jorge Martínez    |
| 5 | 25 juni     | Dutch TT                 | Assen       | Jorge Martínez    | Peter Öttl        | Bert Smit       | Jorge Martínez | Peter Öttl        |
| 6 | 17 juli     | GP van Joegoslavië       | Rijeka      | Jorge Martínez    | Peter Öttl        | Àlex Crivillé   | Jorge Martínez | Jorge Martínez    |
| 7 | 28 augustus | GP van Tsjecho-Slowakije | Brno        | Jorge Martínez    | Stefan Dörflinger | Àlex Crivillé   | Jorge Martínez | Jorge Martínez    |

### Eindstand 80cc-klasse
| Pos. | Coureur            | Team/merk            | Ptn. |
| ---- | ------------------ | -------------------- | ---- |
| 1    | Jorge Martínez     | Nieto-Ducados-Derbi  | 137  |
| 2    | Àlex Crivillé      | Nieto-Ducados-Derbi  | 90   |
| 3    | Stefan Dörflinger  | Marlboro-LCR-Krauser | 77   |
| 4    | Manuel Herreros    | Nieto-Ducados-Derbi  | 69   |
| 5    | Peter Öttl         | Pichler-Krauser      | 65   |
| 6    | Bogdan Nikolov     | Krauser              | 55   |
| 7    | Károly Juhász      | Krauser              | 54   |
| 8    | Jos van Dongen     | Rekro-Casal          | 47   |
| 9    | Giuseppe Ascareggi | BBFT                 | 46   |
| 10   | Gabriele Gnani     | Gnani                | 36   |
| 11   | Herri Torrontegui  | Autisa               | 28   |
| 12   | Jörg Seel          | Seel                 | 27   |
| 13   | Andrie Nijenhuis   | Timmer-Samson-Casal  | 27   |
| 14   | Günter Schirnhofer | Krauser              | 27   |
| 15   | Bert Smit          | Casal/Krauser        | 25   |
| 16   | René Dünki         | Krauser              | 22   |

| Pos. | Coureur         | Team/merk      | Ptn. |
| ---- | --------------- | -------------- | ---- |
| 17   | Reiner Koster   | LCR            | 11   |
| 18   | Heinz Paschen   | Casal          | 10   |
| 19   | Hans Koopman    | Ziegler        | 10   |
| 20   | Serge Julin     | Casal          | 8    |
| 21   | Jacques Bernard | Fantic         | 8    |
| 22   | Ian McConnachie | Autisa         | 6    |
| 22   | Paolo Priori    | Krauser        | 6    |
| 24   | Rainer Kunz     | Ziegler        | 5    |
| 25   | János Szabó     | Krauser        | 5    |
| 26   | Janez Pintar    | Eberhardt      | 4    |
| 27   | Stefan Brägger  | Casal          | 3    |
| 28   | Javier Arumi    | Krauser        | 3    |
| 29   | Hubert Abold    | Krauser        | 2    |
| 29   | Hagen Klein     | Ziegler        | 2    |
| 31   | Jaime Mariano   | JJ Cobas-Rotax | 1    |
| 31   | Alojz Pavlic    | Seel           | 1    |

### Constructeurstitel 80cc-klasse
De constructeurstitel werd aan Derbi toegekend.

## Zijspanklasse
Portugal, Jerez
Toen de eerste zijspanrace van het seizoen startte druppelde het al een beetje, maar het veld ging op slicks van start. Egbert Streuer viel meteen ver terug omdat zijn machine op drie cilinders liep en Rolf Biland nam zoals verwacht de leiding. Toen de regen doorzette spinde Biland, waardoor hij naar de tiende plaats, vlak voor Streuer, terugviel. Nu ging Steve Webster aan de leiding, maar in de vierde ronde regende het zo hard dat Webster zijn arm opstak ten teken dat hij de race zou staken. Alain Michel was het met hem eens en langzaam reed de hele stoet langs start/finish, waar de organisatie inmiddels besloten had de rode vlag te zwaaien. De tijden na drie ronden werden genoteerd om meegerekend te worden in de eindstand. In de korte pauze moest Streuer zijn blok nakijken en Theo van Kempen moest (met hulp van het team van Kenny Roberts) een door André Bosman kapotgereden uitlaat vervangen. Bij de herstart begon Steve Webster met een positief saldo van 9,87 seconden op Biland en 11,3 seconden op Streuer. Nu liep de machine van Streuer goed en hij kon Biland volgen, maar door het vuile vizier van zijn helm zag hij niet genoeg om aan te vallen. De beide combinaties lagen al snel 20 seconden voor op Webster en daarom had een aanval van Streuer ook niet veel zin. Hij zou immers nog 1,5 seconde voorsprong op Biland moeten nemen om eindwinnaar te worden. In de totaaltijd wonnen Rolf Biland/Kurt Waltisperg voor Egbert Streuer/Bernard Schnieders en Steve Webster/Tony Hewitt. 
Duitsland, Nürburgring
Bij de start van de zijspanrace bleef de combinatie van Egbert Streuer en Bernard Schnieders gewoon staan. Streuer was ervan overtuigd dat hij de machine in de eerste versnelling had gezet, maar moest constateren dat een boutje van het schakelpedaal was gebroken. Hij moest aan het einde van de pitstraat een reparatie uitvoeren en kwam met vier ronden achterstand de baan op, precies in het gevecht tussen Rolf Biland, Steve Webster, Alfred Zurbrügg en Alain Michel. Streuer reed met de vechtende groep mee en nam zelfs echter even de leiding, maar twee ronden voor het einde reed hij de pit in omdat hij zich niet met de strijd wilde bemoeien. Biland nam in de laatste ronde de leiding over van Webster en won de race. Intussen had de pitcrew Egbert Streuer verteld dat hij nog steeds op de veertiende plaats lag, wat twee punten waard was. Streuer ging daarom opnieuw de baan op om die twee punten veilig te stellen. Webster vertelde later dat hij dacht dat Streuer daadwerkelijk bij de kopgroep hoorde. Hij had wel een wit/zwart/rode combinatie in de pit zien staan, maar dacht dat dat Theo van Kempen was. 
Oostenrijk, Salzburgring
Na de start namen Egbert Streuer en Bernard Schnieders even de leiding, die al snel werd overgenomen door Steve Webster/Tony Hewitt, met Rolf Biland/Kurt Waltisperg op de derde plaats. Streuer moest zich echter laten terugzakken vanwege een oververhitte koppeling. Hij belandde op de vijftiende plaats, maar toen de koppeling was afgekoeld vocht hij zich weer terug naar de vijfde plaats. Biland won uiteindelijk de race voor Alain Michel/Jean-Marc Fresc en Webster/Hewitt. 
Dutch TT, Assen
Al tijdens de eerste ronde scheidden vier combinaties zich duidelijk af van de rest van het veld: Egbert Streuer/Bernard Schnieders, Steve Webster/Tony Hewitt, Rolf Biland/Kurt Waltisperg en Markus en Urs Egloff. Nog voor het einde van de ronde had de slecht gestarte Biland de leiding al in handen. Enkele ronden later nam Biland de Haarbocht erg ruim, waardoor zowel Streuer als Webster binnendoor konden schieten. Het leek veel op een opzettelijke actie van Biland, die Streuer enkele ronden aan de leiding wilde gunnen. Toen Steve Webster vervolgens de leiding nam ging dat niet meer op. Biland greep in en in de zesde ronde nam hij de leiding terug. Streuer nam de tweede plaats weer over en daarna viel de kopgroep uit elkaar: Biland reed weg van Streuer die niet meer bedreigd werd door Webster. Achteraf bleek hoe sterk de top drie was: Biland had last van een slecht lopende motor, Streuer had remproblemen en Webster's ketting gleed regelmatig over het achtertandwiel. De gebroeders Zurbügg kwamen hun problemen niet te boven. Hun machine liep de hele race op drie cilinders en zij werden slechts twaalfde. 
België, Spa-Francorchamps
Egbert Streuer had weliswaar de snelste start, maar bij het aanremmen van Les Combes stelde Rolf Biland al orde op zaken en bij de eerste doorkomst had hij al enkele seconden voorsprong op Streuer die onder druk stond van Steve Webster. Ver achter Webster vochten de gebroeders Egloff, Alain Michel en de gebroeders Zurbrügg om de vierde plaats. Iedereen stond op slicks en toen het begon te regenen werd het rijden steeds moeilijker. Dat belette Webster een tijdje om Streuer aan te vallen, waar hij moest van de droge lijn afwijken en kreeg last van aquaplaning. Toch lukte het bij Fagnes en Streuer verloor steeds meer terrein. Bij La Source maakte Webster echter een pirouette, waardoor Streuer weer op de tweede plaats terecht kwam. Een ronde later overkwam Biland precies hetzelfde als Webster, maar hij had al zo'n grote voorsprong dat hij nipt eerste bleef. Streuer zat nu echter wel weer in zijn slipstream. De baan werd echter weer droger en Webster wist Streuer toch weer naar de derde plaats te verwijzen. Even later viel Streuer stil door een gescheurde cilinderkop en was het pleit beslecht. Biland won met dertien seconden voorsprong op Webster en meer dan een minuut op Derek Jones. Die had zijn derde plaats ook te danken aan een spin, dit keer van Alain Michel, die ook in La Source in de rondte ging. 
Frankrijk, Le Castellet
Rolf Biland en Kurt Waltisperg hadden geen goede start, maar in de zevende ronde namen ze de leiding over van Markus- en Urs Egloff en reden ze onbedreigd naar de finish. Steve Webster en Tony Hewitt werden tweede voor de gebroeders Egloff. Egbert Streuer/Bernard Schnieders konden zich in het begin bemoeien met de strijd om de eerste plaats, maar toen hun motor slechter begon te lopen zakten ze naar de derde plaats. Toen de zijspanband klapte zakten ze zelfs naar de negende plaats. Alain Michel/Jean-Marc Fresc werden in hun thuisrace slechts vierde, mede omdat ze de tweede versnelling misten, maar in de stand om het wereldkampioenschap stonden ze nu gelijk met Streuer/Schnieders. 
Groot-Brittannië, Donington Park
Na de start vormde zich meteen een kopgroep met Rolf Biland/Kurt Waltisperg, Egbert Streuer/Bernard Schnieders, Steve Webster/Tony Hewitt en Derek Jones/Peter Brown. Jones moest echter al snel afhaken. Biland werd gepasseerd door Streuer en een ronde later ook door Webster. Toen Webster de leiding van Streuer overnam leek Biland plotseling weer sneller te worden, want hij passeerde Streuer, die echter problemen met zijn voorband kreeg. Streuer viel zelfs terug naar de vijfde plaats. Biland volgde Webster, maar viel niet echt meer aan. Het leek er zelfs op dat hij Webster zijn thuisoverwinning wel gunde, maar dat ontkende hij na de race. Biland had problemen met zijn achterrem en kon daardoor niet aanvallen. De gebroeders Alfred- en Martin Zurbrügg reden een knappe inhaalrace. Nadat ze al uit de eerste bocht waren gevlogen reden ze van de laatste naar de negende plaats. 
Zweden, Anderstorp
Bij winst zouden Rolf Biland en Kurt Waltisperg in deze race al wereldkampioen kunnen worden. Het kampioenschap moest echter nog even uitgesteld worden, want hoewel Biland even de leiding wist te nemen, werd hij toch nog ingehaald door Steve Webster/Tony Hewitt. De Yamaha van Egbert Streuer liep voor het eerst van het seizoen probleemloos, maar nu moest hij met bakkenist Bernard Schnieders van de laatste rij starten. Streuer passeerde bijna het hele veld en finishte als derde. Biland/Hewitt hoefden zich echter geen zorgen te maken. Ze hoefden in de GP van Tsjecho-Slowakije slechts veertiende te worden om wereldkampioen te worden en zelfs als ze zouden uitvallen moesten Webster/Hewitt ook nog winnen om hen de titel afhandig te maken. 
Tsjecho-Slowakije, Brno
Met alleen deze race nog te gaan hadden Rolf Biland en Kurt Waltisperg achttien punten voorsprong op Steve Webster en Tony Hewitt. Dat betekende dat Biland slechts veertiende hoefde te worden om zijn wereldtitel veilig te stellen. Hij hoefde zich geen zorgen te maken, want zijn Krauser was de snelste en betrouwbaarste machine van het hele veld. Hij had tot nu toe alle polepositions gehaald en zes van de acht races gewonnen. Bovendien was Tony Hewitt tijdens de Lucky Strike Racing Day op het circuit van Zandvoort geblesseerd geraakt waardoor Webster moest terugvallen op de diensten van de bakkenist van Paul Atkinson, Gavin Simmons, die pas zijn vierde WK-race reed. Zo begon Webster aan een tamelijk kansloze missie: Biland moest eigenlijk uitvallen en Webster moest dan ook nog zelf winnen met een - op dit niveau - onervaren bakkenist. Voor de race vertelde Rolf Biland dat hij had gedroomd dat zijn hele zijspancombinatie tijdens de race uit elkaar viel. Dat was het enige scenario dat hem nog van de wereldtitel af kon houden. Dan moest Steve Webster wel winnen en die ging er bij de start dan ook als eerste vandoor, gevolgd door Markus Egloff, Rolf Biland en Egbert Streuer. De gebroeders Egloff vielen al snel terug en de strijd om de leiding ging tussen Webster en Streuer. Biland nam genoegen met de derde positie, want hij mocht zelfs veertiende worden om de wereldtitel te grijpen. Na de negende ronde kwam Biland echter veel te langzaam als achtste langs de finish. Hij had alleen de derde versnelling over en aan het einde van de tiende ronde gaf die ook de geest en Biland kwam vlak voor de streep tot stilstand. Nu hing zijn wereldtitel af van de dadendrang van Egbert Streuer en Bernard Schnieders, die geen boodschap hadden aan de titelaspiraties van Webster en probeerden hun eerste overwinning van het seizoen te scoren. Webster sloeg echter elke aanval af, soms wat over de grens, maar Streuer had daar geen probleem mee. Hij werd tweede en verklaarde na de race dat hij zelf net zo brutaal gereden zou hebben als het om de wereldtitel ging. Webster won met zijn invaller-bakkenist Gavin Simmons en werd wereldkampioen toen hij de eindstreep passeerde. Daar zat Rolf Biland met afgewend hoofd te wachten. 

### Uitslagen zijspanklasse
|   | Datum       | Race                     | Circuit           | 1e                            | 2e                                  | 3e                                  | Poleposition                  | Snelste ronde                       |
| - | ----------- | ------------------------ | ----------------- | ----------------------------- | ----------------------------------- | ----------------------------------- | ----------------------------- | ----------------------------------- |
| 1 | 1 mei       | GP van Portugal          | Jerez             | Rolf Biland / Kurt Waltisperg | Egbert Streuer / Bernard Schnieders | Steve Webster / Tony Hewitt         | Rolf Biland / Kurt Waltisperg | Steve Webster / Tony Hewitt         |
| 2 | 28 mei      | GP van Duitsland         | Nürburgring       | Rolf Biland / Kurt Waltisperg | Steve Webster / Tony Hewitt         | Alfred Zurbrügg / Martin Zurbrügg   | Rolf Biland / Kurt Waltisperg | Rolf Biland / Kurt Waltisperg       |
| 3 | 12 juni     | GP van Oostenrijk        | Salzburgring      | Rolf Biland / Kurt Waltisperg | Alain Michel / Jean-Marc Fresc      | Steve Webster / Tony Hewitt         | Rolf Biland / Kurt Waltisperg | Rolf Biland / Kurt Waltisperg       |
| 4 | 25 juni     | Dutch TT                 | Assen             | Rolf Biland / Kurt Waltisperg | Egbert Streuer / Bernard Schnieders | Steve Webster / Tony Hewitt         | Rolf Biland / Kurt Waltisperg | Rolf Biland / Kurt Waltisperg       |
| 5 | 3 juli      | GP van België            | Spa-Francorchamps | Rolf Biland / Kurt Waltisperg | Steve Webster / Tony Hewitt         | Derek Jones / Peter Brown           | Rolf Biland / Kurt Waltisperg | Rolf Biland / Kurt Waltisperg       |
| 6 | 24 juli     | GP van Frankrijk         | Le Castellet      | Rolf Biland / Kurt Waltisperg | Steve Webster / Tony Hewitt         | Markus Egloff / Urs Egloff          | Rolf Biland / Kurt Waltisperg | Rolf Biland / Kurt Waltisperg       |
| 7 | 7 augustus  | GP van Groot-Brittannië  | Donington         | Steve Webster / Tony Hewitt   | Rolf Biland / Kurt Waltisperg       | Alain Michel / Jean-Marc Fresc      | Rolf Biland / Kurt Waltisperg | Rolf Biland / Kurt Waltisperg       |
| 8 | 14 augustus | GP van Zweden            | Anderstorp        | Steve Webster / Tony Hewitt   | Rolf Biland / Kurt Waltisperg       | Egbert Streuer / Bernard Schnieders | Steve Webster / Tony Hewitt   | Rolf Biland / Kurt Waltisperg       |
| 9 | 28 augustus | GP van Tsjecho-Slowakije | Brno              | Steve Webster / Gavin Simmons | Egbert Streuer / Bernard Schnieders | Markus Egloff / Urs Egloff          | Rolf Biland / Kurt Waltisperg | Egbert Streuer / Bernard Schnieders |

### Eindstand zijspanklasse
| Pos. | Coureur              | Bakkenist                                                          | Team/merk               | Ptn. |
| ---- | -------------------- | ------------------------------------------------------------------ | ----------------------- | ---- |
| 1    | Steve Webster        | Tony Hewitt en Gavin Simmons                                       | Silkolene-LCR-Krauser   | 156  |
| 2    | Rolf Biland          | Kurt Waltisperg                                                    | LCR-Krauser             | 154  |
| 3    | Egbert Streuer       | Bernard Schnieders                                                 | Lucky Strike-LCR-Yamaha | 97   |
| 4    | Alain Michel         | Jean-Marc Fresc                                                    | LCR-Krauser             | 93   |
| 5    | Markus Egloff        | Urs Egloff                                                         | BP-LCR-ADM              | 79   |
| 6    | Derek Jones          | Peter Brown                                                        | LCR-Yamaha              | 69   |
| 7    | Alfred Zurbrügg      | Martin Zurbrügg                                                    | LCR-Yamaha              | 64   |
| 8    | Masato Kumano        | Markus Fährni                                                      | LCR-Yamaha              | 61   |
| 9    | Bernd Scherer        | Thomas Schröder                                                    | BSR-Krauser             | 54   |
| 10   | Steve Abbott         | Shaun Smith                                                        | Windle-Yamaha           | 53   |
| 11   | Barry Brindley       | Graham Rose en Gavin Simmons                                       | LCR-Yamaha              | 50   |
| 12   | Fritz Stölzle        | Hubert Stölzle                                                     | LCR-Krauser             | 45   |
| 13   | Yoshisada Kumagaya   | Brian Barlow en Peter Lindén                                       | Windle-Yamaha           | 42   |
| 14   | Wolfgang Stropek     | Hans-Peter Demling, Geral de Haas, Steve Campbell en Wolfgang Bock | LCR-Krauser             | 35   |
| 15   | Theo van Kempen      | Simon Birchall en Geral de Haas                                    | Lucky Strike-LCR-Yamaha | 34   |
| 16   | Pascal Larratte      | Jacques Corbier en Eckart Rösinger                                 | LCR-Yamaha              | 26   |
| 17   | Yvan Nigrowsky       | Martial Charpentier                                                | Seymaz-JPX              | 17   |
| 18   | André Bosman         | David Kellett                                                      | LCR-Yamaha              | 10   |
| 19   | Rolf Steinhausen     | Bruno Hiller                                                       | Busch-ADM               | 9    |
| 20   | Werner Kraus         | Oliver Schuster                                                    | Busch                   | 6    |
| 21   | Gary Thomas          | Geral de Haas, J. Webb en Eckart Rösinger                          | LCR-Krauser             | 6    |
| 22   | Dennis Bingham       | Gary Irlam                                                         | LCR-Yamaha              | 4    |
| 22   | Jean-Louis Millet    | Claude Debroux                                                     | LCR-Yamaha              | 4    |
| 22   | Clive Stirrat        | Simon Prior                                                        | LCR-Yamaha              | 4    |
| 25   | Jos van Stekelenburg | Rinie Bettgens                                                     | Windle-Yamaha           | 3    |
| 26   | René Progin          | Yvan Hunziker                                                      | Seymaz-Krauser          | 1    |
| 26   | Doug Chivas          | Håkan Olsson                                                       | LCR-Yamaha              | 1    |

### Constructeurstitel zijspanklasse
De constructeurstitel werd aan LCR-Krauser toegekend.

## Trivia

### Race for Glory
Tijdens de GP van België, de GP van Joegoslavië en de GP van Frankrijk figureerden Donnie McLeod en Mike Baldwin als stand-in rijders voor de opnamen van de film Race for Glory. Hoewel ze allebei op Honda's reden stonden op hun stroomlijnkuipen de fictieve merken "Samurai" en "American Built". 

## Ontwikkelingen

### Remmen
Wayne Rainey won de Britse Grand Prix met carbon-remschijven.

### Brandstofinjectie
Krauser presenteerde een brandstofinjectie-systeem voor tweetaktmotoren, waarmee als eerste de zijspancombinatie van Fritz en Hubert Stölzle werd uitgerust.
1949 · 
1950 · 
1951 · 
1952 · 
1953 · 
1954 · 
1955 · 
1956 · 
1957 · 
1958 · 
1959 · 
1960 · 
1961 · 
1962 · 
1963 · 
1964 · 
1965 · 
1966 · 
1967 · 
1968 · 
1969 · 
1970 · 
1971 · 
1972 · 
1973 · 
1974 · 
1975 · 
1976 · 
1977 · 
1978 · 
1979 · 
1980 · 
1981 · 
1982 ·
1983 · 
1984 · 
1985 · 
1986 · 
1987 · 
1988 · 
1989 · 
1990 · 
1991 · 
1992 · 
1993 · 
1994 · 
1995 · 
1996 · 
1997 · 
1998 · 
1999 · 
2000 · 
2001 · 
2002 · 
2003 · 
2004 · 
2005 · 
2006 · 
2007 · 
2008 · 
2009 · 
2010 · 
2011 · 
2012 · 
2013 · 
2014 · 
2015 · 
2016 · 
2017 · 
2018 · 
2019 · 
2020 · 
2021 · 
2022 · 
2023 · 
2024 · 
2025